# PSV in het seizoen 2022/23 (mannen)
Het seizoen 2022/23 was het 110e jaar in het bestaan van PSV. De Eindhovense voetbalclub nam in deze jaargang voor het 67e opeenvolgende jaar deel aan de Eredivisie en aan de toernooien om de TOTO KNVB Beker en de Europa League.

## Seizoensverloop
Per 1 juli 2022 vertrekt algemeen directeur Toon Gerbrands bij PSV na acht seizoenen dienstverband en keert Marcel Brands na vier seizoenen weer terug bij de club. De technische staf werd nieuw aangesteld. Hoofdtrainer Roger Schmidt verlengde zijn aflopende contract niet en werd opgevolgd door Ruud van Nistelrooij. Hij maakte de staf compleet met assistenten: André Ooijer, Fred Rutten, Javier Rabanal Hernández en Tim Wolf.
Op 30 juli 2022 won PSV de Johan Cruijff Schaal door Ajax in Amsterdam met 5 – 3 te verslaan.
Aan het begin van het seizoen stroomde PSV in de derde kwalificatieronde van de UEFA Champions League. PSV won de tweeluik met een totaalscore van 4 – 3 van AS Monaco. In de play-offronde verloor PSV echter met een totaalscore van 2 – 3 van Rangers FC, waar in de terugwedstrijd met 0 – 1 thuis werd verloren, en plaatste zich voor de groepsfase van de UEFA Europa League. Daar eindigde PSV als tweede in de groep achter Arsenal en voor FK Bodø/Glimt en FC Zürich. In de tussenronde verloor PSV de tweeluik met een totaalscore van 2 – 3 van Sevilla FC en werd uitgeschakeld in de UEFA Europa League.
Op 16 september 2022 werd bekend dat technisch directeur John de Jong per direct zijn doorlopende arbeidsovereenkomst werd ontbonden door een ontstane vertrouwensbreuk met de Raad van Commissarissen. Per 1 maart 2023 is Earnest Stewart de opvolger.
In de KNVB Beker prolongeerde PSV de bekertitel van dit seizoen en won voor de elfde keer. PSV speelde in de finale met 1 – 1 gelijk tegen Ajax, maar won met strafschoppen met 3 – 2.
Op 24 mei 2023 werd bekend dat hoofdtrainer Ruud van Nistelrooij per direct opstapte. Assistent-trainer Fred Rutten neemt de rol als hoofdtrainer over voor de laatste competitiewedstrijd tegen AZ.
PSV eindigde dit seizoen in de Eredivisie op de 2e plaats, dat recht geeft om deel te nemen aan de derde voorronde van de Champions League van het volgende seizoen. De achterstand op de kampioen Feyenoord bedroeg zeven punten en de voorsprong op de nummer drie Ajax bedroeg zes punten.

## Selectie
| Nr.           | Nat.                | Naam                | Geb. dat.  | Bij PSV | Contract tot juli | Optie   | Vorige club             | Bedrag       | Positie    | Notitie                               |
| Keepers       | Keepers             | Keepers             | Keepers    | Keepers | Keepers           | Keepers | Keepers                 | Keepers      | Keepers    | Keepers                               |
| ------------- | ------------------- | ------------------- | ---------- | ------- | ----------------- | ------- | ----------------------- | ------------ | ---------- | ------------------------------------- |
| 1             | Vlag van Argentinië | Walter Benítez      | 19-03-1993 | 2022    | 2025              | -       | OGC Nice                | -            | K          |                                       |
| 16            | Vlag van Nederland  | Joël Drommel        | 16-11-1996 | 2021    | 2026              | -       | FC Twente               | € 3.500.000  | K          |                                       |
| 24            | Vlag van Nederland  | Boy Waterman        | 24-01-1984 | 2022    | 2024              | -       | OFI Kreta               | -            | K          |                                       |
| 41            | Vlag van België     | Kjell Peersman      | 21-05-2004 | 2022    | 2026              | -       | Eigen jeugd             | -            | K          | Eigen jeugd                           |
| Verdedigers   |                     |                     |            |         |                   |         |                         |              |            |                                       |
| 3             | Vlag van Nederland  | Jordan Teze         | 30-09-1999 | 2018    | 2025              | -       | Eigen jeugd             | -            | RV         | Eigen jeugd; Nederlands international |
| 4             | Vlag van Nederland  | Armando Obispo      | 05-03-1999 | 2016    | 2025              | -       | Vitesse                 | Was verhuurd | CV         | Eigen jeugd                           |
| 5             | Vlag van Brazilië   | André Ramalho       | 16-02-1992 | 2021    | 2024              | -       | Red Bull Salzburg       | € 2.500.000  | CV         |                                       |
| 17            | Vlag van Brazilië   | Mauro Júnior        | 06-05-1999 | 2017    | 2025              | -       | Heracles Almelo         | Was verhuurd | AM, RA, LA |                                       |
| 18            | Vlag van Frankrijk  | Olivier Boscagli    | 18-11-1997 | 2019    | 2025              | -       | OGC Nice                | € 2.000.000  | LV, CV     |                                       |
| 22            | Vlag van Engeland   | Jarrad Branthwaite  | 27-06-2002 | 2022    | 2023              | -       | Everton FC              | Huur         | CV         |                                       |
| 29            | Vlag van Oostenrijk | Phillipp Mwene      | 29-01-1994 | 2021    | 2024              | -       | 1. FSV Mainz 05         | -            | LV, RV     | Oostenrijks international             |
| 30            | Vlag van Nederland  | Patrick van Aanholt | 29-08-1990 | 2023    | 2024              | -       | Galatasaray             | Huur         | LV         | Eigen jeugd                           |
| Middenvelders |                     |                     |            |         |                   |         |                         |              |            |                                       |
| 6             | Vlag van Ivoorkust  | Ibrahim Sangaré     | 02-12-1997 | 2020    | 2027              | -       | Toulouse FC             | € 9.000.000  | VM, CM     | Ivoriaans international               |
| 7             | Vlag van Nederland  | Xavi Simons         | 21-04-2003 | 2022    | 2027              | -       | Paris Saint-Germain     | -            | CAM        | Nederlands international              |
| 15            | Vlag van Mexico     | Érick Gutiérrez     | 15-06-1995 | 2018    | 2025              | -       | CF Pachuca              | € 6.000.000  | CM         | Mexicaans international               |
| 20            | Vlag van Nederland  | Guus Til            | 22-12-1997 | 2022    | 2026              | -       | Spartak Moskou          | € 4.000.000  | CAM        | Nederlands international              |
| 23            | Vlag van Nederland  | Joey Veerman        | 19-11-1998 | 2022    | 2026              | -       | sc Heerenveen           | € 6.000.000  | CM         |                                       |
| Aanvallers    |                     |                     |            |         |                   |         |                         |              |            |                                       |
| 9             | Vlag van Nederland  | Luuk de Jong        | 27-08-1990 | 2022    | 2025              | -       | Sevilla FC              | € 3.000.000  | SP         |                                       |
| 10            | Vlag van Portugal   | Fábio Silva         | 19-07-2002 | 2023    | 2023              | -       | Wolverhampton Wanderers | Huur         | SP         |                                       |
| 11            | Vlag van België     | Thorgan Hazard      | 29-03-1993 | 2023    | 2023              | -       | Borussia Dortmund       | Huur         | LA         | Belgisch international                |
| 21            | Vlag van Nederland  | Anwar El Ghazi      | 03-05-1995 | 2022    | 2025              | -       | Aston Villa             | € 2.500.000  | RA         |                                       |
| 27            | Vlag van België     | Johan Bakayoko      | 20-04-2003 | 2021    | 2026              | -       | Eigen jeugd             | -            | RA         | Eigen jeugd                           |
| 28            | Vlag van Marokko    | Ismael Saibari      | 18-07-2001 | 2022    | 2025              | -       | KRC Genk                | -            | CAM        |                                       |
| 33            | Vlag van Brazilië   | Sávio               | 10-04-2004 | 2022    | 2023              | -       | Troyes AC               | Huur         | RV         |                                       |

## Staf eerste elftal
Technische staf
|                    | Naam                     | Functie                                                                           | Contract tot |
| ------------------ | ------------------------ | --------------------------------------------------------------------------------- | ------------ |
| Vlag van Nederland | Ruud van Nistelrooij     | Hoofdtrainer/Coach (tot 24 mei 2023)                                              | 30 juni 2025 |
| Vlag van Nederland | André Ooijer             | Assistent-trainer                                                                 | 30 juni 2023 |
| Vlag van Nederland | Fred Rutten              | Hoofdtrainer/Coach (a.i.) (vanaf 25 mei 2023) Assistent-trainer (tot 24 mei 2023) |              |
| Vlag van Spanje    | Javier Rabanal Hernández | Assistent-trainer                                                                 |              |
| Vlag van Nederland | Tim Wolf                 | Assistent-trainer                                                                 |              |
| Vlag van Nederland | Abe Knoop                | Keeperstrainer                                                                    |              |

Begeleidende staf
|                    | Naam                  | Functie            |
| ------------------ | --------------------- | ------------------ |
| Vlag van Nederland | Bas Roorda            | Teammanager        |
| Vlag van Nederland | Mart van den Heuvel   | Spelersbegeleider  |
| Vlag van Engeland  | Jermaine McCubbine    | Fysieke trainer    |
| Vlag van Nederland | Yannick van der Schee | Fysieke trainer    |
| Vlag van Nederland | John Feskens          | Video-analist      |
| Vlag van Nederland | Pier Tensen           | Video-analist      |
| Vlag van Nederland | Nick van der Horst    | Fysiotherapeut     |
| Vlag van Nederland | Rob van Hunnik        | Fysiotherapeut     |
| Vlag van Nederland | Jurgen Nijenhuis      | Fysiotherapeut     |
| Vlag van Nederland | Rob Ouderland         | Fysiotherapeut     |
| Vlag van Nederland | Eddy Pepels           | Verzorger          |
| Vlag van Nederland | Martijn op den Buijs  | Materiaalverzorger |
| Vlag van Nederland | Adri van Dooren       | Materiaalverzorger |
| Vlag van Nederland | Gust van Montfort     | Medisch manager    |
| Vlag van Nederland | Rob Bogie             | Clubarts           |
| Vlag van Nederland | Wart van Zoest        | Clubarts           |
| Vlag van Nederland | Ruud van Elk          | Sportwetenschapper |

Overige staf
|                    | Naam                       | Functie                |
| ------------------ | -------------------------- | ---------------------- |
| Vlag van Nederland | Ernest Faber               | Hoofd jeugdafdeling    |
| Vlag van Nederland | Sanne Clements             | Manager perszaken      |
| Vlag van Nederland | Earnest Stewart            | Directeur voetbalzaken |
| Vlag van Nederland | Jan Vennegoor of Hesselink | Manager voetbalzaken   |

## Transfers
Voor recente transfers bekijk: Lijst van Eredivisie transfers zomer 2022/23

Voor recente transfers bekijk: Lijst van Eredivisie transfers winter 2022/23
Aangetrokken
|                     | Naam                | Positie      | Oude club               | Land        | Per              | Transfersom  |
|                     | Transfers           | Transfers    | Transfers               | Transfers   | Transfers        | Transfers    |
| ------------------- | ------------------- | ------------ | ----------------------- | ----------- | ---------------- | ------------ |
| Vlag van Argentinië | Walter Benítez      | Doelman      | OGC Nice                | Frankrijk   | 1 juli 2022      | Transfervrij |
| Vlag van Nederland  | Xavi Simons         | Middenvelder | Paris Saint-Germain     | Frankrijk   | 1 juli 2022      | Transfervrij |
| Vlag van Nederland  | Boy Waterman        | Doelman      | OFI Kreta               | Griekenland | 1 juli 2022      | Transfervrij |
| Vlag van Nederland  | Luuk de Jong        | Aanvaller    | Sevilla FC              | Spanje      | 2 juli 2022      | € 3.000.000  |
| Vlag van Nederland  | Guus Til            | Middenvelder | Spartak Moskou          | Rusland     | 4 juli 2022      | € 3.000.000  |
| Vlag van Nederland  | Anwar El Ghazi      | Aanvaller    | Aston Villa             | Engeland    | 31 augustus 2022 | € 2.500.000  |
|                     | Gehuurd             |              |                         |             |                  |              |
| Vlag van Nederland  | Ki-Jana Hoever      | Verdediger   | Wolverhampton Wanderers | Engeland    | 1 juli 2022      | n.v.t.       |
| Vlag van Engeland   | Jarrad Branthwaite  | Verdediger   | Everton FC              | Engeland    | 17 juli 2022     | n.v.t.       |
| Vlag van Brazilië   | Sávio               | Aanvaller    | Troyes AC               | Frankrijk   | 22 juli 2022     | n.v.t.       |
| Vlag van Portugal   | Fábio Silva         | Aanvaller    | Wolverhampton Wanderers | Engeland    | 25 januari 2023  | n.v.t.       |
| Vlag van Nederland  | Patrick van Aanholt | Verdediger   | Galatasaray             | Turkije     | 31 januari 2023  | n.v.t.       |
| Vlag van België     | Thorgan Hazard      | Aanvaller    | Borussia Dortmund       | Duitsland   | 31 januari 2023  | n.v.t.       |
|                     | Terug van verhuur   |              |                         |             |                  |              |
| Vlag van Nederland  | Derrick Luckassen   | Verdediger   | Fatih Karagümrük        | Turkije     | 1 juli 2022      | n.v.t.       |

Vertrokken
|                           | Naam               | Positie      | Nieuwe club             | Land             | Per              | Transfersom                       |
|                           | Transfers          | Transfers    | Transfers               | Transfers        | Transfers        | Transfers                         |
| ------------------------- | ------------------ | ------------ | ----------------------- | ---------------- | ---------------- | --------------------------------- |
| Vlag van Duitsland        | Mario Götze        | Middenvelder | Eintracht Frankfurt     | Duitsland        | 1 juli 2022      | € 3.000.000                       |
| Vlag van Tsjechië         | Michal Sadílek     | Verdediger   | FC Twente               | Nederland        | 1 juli 2022      | € 1.500.000, was eerder verhuurd  |
| Vlag van Duitsland        | Vincent Müller     | Doelman      | MSV Duisburg            | Duitsland        | 1 juli 2022      | Transfervrij                      |
| Vlag van Nieuw-Zeeland    | Ryan Thomas        | Middenvelder | PEC Zwolle              | Nederland        | 1 juli 2022      | Transfervrij                      |
| Vlag van Israël           | Eran Zahavi        | Aanvaller    | Maccabi Tel-Aviv        | Israël           | 1 juli 2022      | Transfervrij                      |
| Vlag van Japan            | Ritsu Doan         | Aanvaller    | SC Freiburg             | Duitsland        | 5 juli 2022      | € 8.500.000                       |
| Vlag van België           | Maxime Delanghe    | Doelman      | Lierse SK               | België           | 4 augustus 2022  | n.n.b.                            |
| Vlag van Nederland        | Derrick Luckassen  | Verdediger   | Maccabi Tel-Aviv        | Israël           | 4 september 2022 | n.n.b.                            |
| Vlag van Nederland        | Cody Gakpo         | Aanvaller    | Liverpool FC            | Engeland         | 1 januari 2023   | € 42.000.000 (exclusief bonussen) |
| Vlag van Portugal         | Bruma              | Aanvaller    | Fenerbahçe              | Turkije          | 20 januari 2023  | € 4.250.000, was eerder verhuurd  |
| Vlag van Engeland         | Noni Madueke       | Aanvaller    | Chelsea FC              | Engeland         | 20 januari 2023  | € 35.000.000                      |
| Vlag van Nederland        | Marco van Ginkel   | Middenvelder | Vitesse                 | Nederland        | 31 januari 2023  | n.n.b.                            |
|                           | Was gehuurd        |              |                         |                  |                  |                                   |
| Vlag van Zwitserland      | Yvon Mvogo         | Doelman      | RB Leipzig              | Duitsland        | 1 juli 2022      | n.v.t.                            |
| Vlag van Brazilië         | Carlos Vinícius    | Aanvaller    | SL Benfica              | Portugal         | 1 september 2022 | n.v.t.                            |
| Vlag van Nederland        | Ki-Jana Hoever     | Verdediger   | Wolverhampton Wanderers | Engeland         | 25 januari 2023  | n.v.t.                            |
|                           | Verhuurd           |              |                         |                  |                  |                                   |
| Vlag van Duitsland        | Timo Baumgartl     | Verdediger   | 1. FC Union Berlin      | Duitsland        | 1 juli 2022      | Is opnieuw verhuurd               |
| Vlag van Portugal         | Bruma              | Aanvaller    | Fenerbahçe              | Turkije          | 1 juli 2022      | n.v.t.                            |
| Vlag van Argentinië       | Maximiliano Romero | Aanvaller    | Racing Club             | Argentinië       | 1 juli 2022      | n.v.t.                            |
| Vlag van België           | Yorbe Vertessen    | Aanvaller    | Union Sint-Gillis       | België           | 28 januari 2023  | n.v.t.                            |
| Vlag van Noorwegen        | Fredrik Oppegård   | Verdediger   | Go Ahead Eagles         | Nederland        | 29 januari 2023  | n.v.t.                            |
| Vlag van Duitsland        | Philipp Max        | Verdediger   | Eintracht Frankfurt     | Duitsland        | 31 januari 2023  | n.v.t.                            |
| Vlag van Verenigde Staten | Richard Ledezma    | Middenvelder | New York City FC        | Verenigde Staten | 24 maart 2023    | n.v.t.                            |

## Tenue
| Thuis | Alternatief thuis | Uit | Derde tenue |

## Voorbereiding
| 25 juni 2022, 15:00 uur                                                                               | PSV                                                                    | 6 – 0 (2 – 0) | Blau-Weiß Lohne | Opstelling PSV | Opstelling Blau-Weiß Lohne |  |
| Stadion: PSV Campus De Herdgang, Eindhoven Toeschouwers: 0 (besloten) Scheidsrechter: Dominique Prick | Obispo 6' Vertessen 39' Colyn 50', 89' Ledezma 73' Hausfeld 78' (e.d.) |               |                 | Eerste helft: Benítez, Oppegård, Luckassen, Obispo, Max, Van Ginkel, Saibari, Veerman, Madueke, Vertessen, Bakayoko Tweede helft: Drommel, Sambo, Seelt (Kreekels '61), Vos, Jansen, Doudah, Tielemans, Ledezma, Sealy, Colyn, Antonisse | P. Kreimer (C. Bollmann '67), M. Wengerowski, F. Övermann (L. Bredol '46), A. Goldmann (M. Janssen '46), S. Heskamp, R. Neziri, K. Westerhoff (M. Beermann '67), D. Demaj (L. Hausfeld '46), L. Prüne (S. Smitz '46), C. Schepp, B. van den Berg |  |
| Stadion: PSV Campus De Herdgang, Eindhoven Toeschouwers: 0 (besloten) Scheidsrechter: Dominique Prick |                                                                        |               |                 | Eerste helft: Benítez, Oppegård, Luckassen, Obispo, Max, Van Ginkel, Saibari, Veerman, Madueke, Vertessen, Bakayoko Tweede helft: Drommel, Sambo, Seelt (Kreekels '61), Vos, Jansen, Doudah, Tielemans, Ledezma, Sealy, Colyn, Antonisse | P. Kreimer (C. Bollmann '67), M. Wengerowski, F. Övermann (L. Bredol '46), A. Goldmann (M. Janssen '46), S. Heskamp, R. Neziri, K. Westerhoff (M. Beermann '67), D. Demaj (L. Hausfeld '46), L. Prüne (S. Smitz '46), C. Schepp, B. van den Berg |  |
| Stadion: PSV Campus De Herdgang, Eindhoven Toeschouwers: 0 (besloten) Scheidsrechter: Dominique Prick |                                                                        |               |                 | Eerste helft: Benítez, Oppegård, Luckassen, Obispo, Max, Van Ginkel, Saibari, Veerman, Madueke, Vertessen, Bakayoko Tweede helft: Drommel, Sambo, Seelt (Kreekels '61), Vos, Jansen, Doudah, Tielemans, Ledezma, Sealy, Colyn, Antonisse | P. Kreimer (C. Bollmann '67), M. Wengerowski, F. Övermann (L. Bredol '46), A. Goldmann (M. Janssen '46), S. Heskamp, R. Neziri, K. Westerhoff (M. Beermann '67), D. Demaj (L. Hausfeld '46), L. Prüne (S. Smitz '46), C. Schepp, B. van den Berg |  |
| |                                                                        |               |                 | | |  |

| 2 juli 2022, 15:00 uur                                                                                | PSV                       | 2 – 2 (1 – 0) | Cercle Brugge   | Opstelling PSV | Opstelling Cercle Brugge |  |
| Stadion: PSV Campus De Herdgang, Eindhoven Toeschouwers: 0 (besloten) Scheidsrechter: Richard Martens | Madueke 23' Tielemans 55' |               | 68', 89' Denkey | Eerste helft: Benítez, Hoever, Luckassen, Obispo, Max, Van Ginkel, Saibari, Ledezma, Madueke, Vertessen, Antonisse Tweede helft: Drommel, Sambo, Kreekels, Vos, Oppegård, Doudah, Tielemans, Nassoh, Sealy, Colyn, Bakayoko | Warleson (Bruzzese '46), Sousa (Daland '46), Kehrer (Vanhoutte '46), Miangue (Ravych '65), Utkus (Cassaert '65), Decostere (Vitinho '65), Lopes (Martlé '65), Van der Bruggen (Baranik '65), Somers (Decarpentrie '65), Denkey, Hotić (Ackx '65) |  |
| Stadion: PSV Campus De Herdgang, Eindhoven Toeschouwers: 0 (besloten) Scheidsrechter: Richard Martens |                           |               |                 | Eerste helft: Benítez, Hoever, Luckassen, Obispo, Max, Van Ginkel, Saibari, Ledezma, Madueke, Vertessen, Antonisse Tweede helft: Drommel, Sambo, Kreekels, Vos, Oppegård, Doudah, Tielemans, Nassoh, Sealy, Colyn, Bakayoko | Warleson (Bruzzese '46), Sousa (Daland '46), Kehrer (Vanhoutte '46), Miangue (Ravych '65), Utkus (Cassaert '65), Decostere (Vitinho '65), Lopes (Martlé '65), Van der Bruggen (Baranik '65), Somers (Decarpentrie '65), Denkey, Hotić (Ackx '65) |  |
| Stadion: PSV Campus De Herdgang, Eindhoven Toeschouwers: 0 (besloten) Scheidsrechter: Richard Martens |                           |               |                 | Eerste helft: Benítez, Hoever, Luckassen, Obispo, Max, Van Ginkel, Saibari, Ledezma, Madueke, Vertessen, Antonisse Tweede helft: Drommel, Sambo, Kreekels, Vos, Oppegård, Doudah, Tielemans, Nassoh, Sealy, Colyn, Bakayoko | Warleson (Bruzzese '46), Sousa (Daland '46), Kehrer (Vanhoutte '46), Miangue (Ravych '65), Utkus (Cassaert '65), Decostere (Vitinho '65), Lopes (Martlé '65), Van der Bruggen (Baranik '65), Somers (Decarpentrie '65), Denkey, Hotić (Ackx '65) |  |
| |                           |               |                 | | |  |

| 9 juli 2022, 15:30 uur                                              | Arminia Bielefeld                                   | 4 – 0 (2 – 0) | PSV | Opstelling Arminia Bielefeld | Opstelling PSV |  |
| Stadion: Heidewaldstadion, Gütersloh, Duitsland Toeschouwers: 2.800 | Klos 12' Serra 33' Luckassen 54' (e.d.) Niemann 85' |               |     | Kapino, Andrade (De Medina '70), Hüsing (Ramos '70), Jäkel (Bello '70), Laursen (Niemann '70), Prietl (Gebauer '70), Rzatkowski (Consbruch '70), Sidler (Vasiliadis '70), Okugawa (Hack '60), Klos (Krüger '70), Serra (Lasme '70) | Benítez (Drommel '46), Hoever (Sambo '60), Teze (Seelt '46), Luckassen (Kreekels '60), Max (Vos '60), Van Ginkel (Saibari '60), Veerman (Ledezma '60), Til (Simons '46), Madueke (Antonisse '60), De Jong (Vertessen '46), Gakpo (Bakayoko '46) |  |
| Stadion: Heidewaldstadion, Gütersloh, Duitsland Toeschouwers: 2.800 |                                                     |               |     | Kapino, Andrade (De Medina '70), Hüsing (Ramos '70), Jäkel (Bello '70), Laursen (Niemann '70), Prietl (Gebauer '70), Rzatkowski (Consbruch '70), Sidler (Vasiliadis '70), Okugawa (Hack '60), Klos (Krüger '70), Serra (Lasme '70) | Benítez (Drommel '46), Hoever (Sambo '60), Teze (Seelt '46), Luckassen (Kreekels '60), Max (Vos '60), Van Ginkel (Saibari '60), Veerman (Ledezma '60), Til (Simons '46), Madueke (Antonisse '60), De Jong (Vertessen '46), Gakpo (Bakayoko '46) |  |
| Stadion: Heidewaldstadion, Gütersloh, Duitsland Toeschouwers: 2.800 |                                                     |               |     | Kapino, Andrade (De Medina '70), Hüsing (Ramos '70), Jäkel (Bello '70), Laursen (Niemann '70), Prietl (Gebauer '70), Rzatkowski (Consbruch '70), Sidler (Vasiliadis '70), Okugawa (Hack '60), Klos (Krüger '70), Serra (Lasme '70) | Benítez (Drommel '46), Hoever (Sambo '60), Teze (Seelt '46), Luckassen (Kreekels '60), Max (Vos '60), Van Ginkel (Saibari '60), Veerman (Ledezma '60), Til (Simons '46), Madueke (Antonisse '60), De Jong (Vertessen '46), Gakpo (Bakayoko '46) |  |
|                                                                     |                                                     |               |     | | |  |

| 16 juli 2022, 19:00 uur                                                    | PSV         | 1 – 2 (1 – 0) | Villarreal CF          | Opstelling PSV | Opstelling Villarreal CF |  |
| Stadion: Philips Stadion, Eindhoven Scheidsrechter: Martin van den Kerkhof | De Jong 25' |               | 47' Yeremi 79' Jackson | Benítez, Hoever (Sambo '72), Teze (Luckassen '60), Obispo (Vos '46), Max (Oppegård '72), Sangaré (Ledezma '46), Simons (Saibari '60), Veerman (Van Ginkel '72), Madueke (Doudah '76), De Jong (Vertessen '60 (Bakayoko '72)), Antonisse (Tielemans '60) | Rulli, Albiol (Mandi '71), Pau (Cuenca '56), Parejo (Gaspar '71), Pedraza (Estupiñán '46), Foyth (Trigueros '71), Baena (Morales '71), Coquelin (Capoue '56), Yeremi (Dia '56), Gerard (Jackson '46), Danjuma (Chukwueze '56) |  |
| Stadion: Philips Stadion, Eindhoven Scheidsrechter: Martin van den Kerkhof |             |               |                        | Benítez, Hoever (Sambo '72), Teze (Luckassen '60), Obispo (Vos '46), Max (Oppegård '72), Sangaré (Ledezma '46), Simons (Saibari '60), Veerman (Van Ginkel '72), Madueke (Doudah '76), De Jong (Vertessen '60 (Bakayoko '72)), Antonisse (Tielemans '60) | Rulli, Albiol (Mandi '71), Pau (Cuenca '56), Parejo (Gaspar '71), Pedraza (Estupiñán '46), Foyth (Trigueros '71), Baena (Morales '71), Coquelin (Capoue '56), Yeremi (Dia '56), Gerard (Jackson '46), Danjuma (Chukwueze '56) |  |
| Stadion: Philips Stadion, Eindhoven Scheidsrechter: Martin van den Kerkhof |             |               |                        | Benítez, Hoever (Sambo '72), Teze (Luckassen '60), Obispo (Vos '46), Max (Oppegård '72), Sangaré (Ledezma '46), Simons (Saibari '60), Veerman (Van Ginkel '72), Madueke (Doudah '76), De Jong (Vertessen '60 (Bakayoko '72)), Antonisse (Tielemans '60) | Rulli, Albiol (Mandi '71), Pau (Cuenca '56), Parejo (Gaspar '71), Pedraza (Estupiñán '46), Foyth (Trigueros '71), Baena (Morales '71), Coquelin (Capoue '56), Yeremi (Dia '56), Gerard (Jackson '46), Danjuma (Chukwueze '56) |  |
|                                                                            |             |               |                        | | |  |

| 19 juli 2022, 20:00 uur                                          | PSV                                                                | 5 – 0 (3 – 0) | FC Eindhoven | Opstelling PSV | Opstelling FC Eindhoven |  |
| Stadion: Philips Stadion, Eindhoven Scheidsrechter: Martin Pérez | Vertessen 12' Saibari 24', 48' Van Ginkel 32' (pen.) Antonisse 90' |               |              | Drommel, Sambo (Hoever '60), Luckassen (Teze '60), Vos (Obispo '46), Oppegård (Max '60), Sangaré (Tielemans '60), Van Ginkel (Simons '60), Ledezma (Veerman '60), Bakayoko (Madueke '60), Vertessen (De Jong '60), Saibari (Antonisse '60) | Bertrams, Ogenia (Dorenbosch '70), Rêgo (Van den Bos '46), Amevor (Oostenbrink '70), Seedorf (Janssen '70), Persyn (Bogaers '46), De Keersmaecker (Oonincx '70), Van Doorm (Faber '70), Van Rosmalen (Huybers '46), Sanoh (Enokpa '70), Rottier (Bannis '86) |  |
| Stadion: Philips Stadion, Eindhoven Scheidsrechter: Martin Pérez |                                                                    |               |              | Drommel, Sambo (Hoever '60), Luckassen (Teze '60), Vos (Obispo '46), Oppegård (Max '60), Sangaré (Tielemans '60), Van Ginkel (Simons '60), Ledezma (Veerman '60), Bakayoko (Madueke '60), Vertessen (De Jong '60), Saibari (Antonisse '60) | Bertrams, Ogenia (Dorenbosch '70), Rêgo (Van den Bos '46), Amevor (Oostenbrink '70), Seedorf (Janssen '70), Persyn (Bogaers '46), De Keersmaecker (Oonincx '70), Van Doorm (Faber '70), Van Rosmalen (Huybers '46), Sanoh (Enokpa '70), Rottier (Bannis '86) |  |
| Stadion: Philips Stadion, Eindhoven Scheidsrechter: Martin Pérez |                                                                    |               |              | Drommel, Sambo (Hoever '60), Luckassen (Teze '60), Vos (Obispo '46), Oppegård (Max '60), Sangaré (Tielemans '60), Van Ginkel (Simons '60), Ledezma (Veerman '60), Bakayoko (Madueke '60), Vertessen (De Jong '60), Saibari (Antonisse '60) | Bertrams, Ogenia (Dorenbosch '70), Rêgo (Van den Bos '46), Amevor (Oostenbrink '70), Seedorf (Janssen '70), Persyn (Bogaers '46), De Keersmaecker (Oonincx '70), Van Doorm (Faber '70), Van Rosmalen (Huybers '46), Sanoh (Enokpa '70), Rottier (Bannis '86) |  |
|                                                                  |                                                                    |               |              | | |  |

| 23 juli 2022, 18:00 uur                                             | PSV                | 2 – 1 (1 – 0) | Real Betis | Opstelling PSV | Opstelling Real Betis |  |
| Stadion: Philips Stadion, Eindhoven Scheidsrechter: Jeroen Manschot | Gakpo 7' Mwene 69' |               | 53' Juanmi | Benítez, Hoever (Mwene '63), Teze (Luckassen '90), Obispo, Max, Sangaré, Til (Gutiérrez '63), Veerman (Simons '80), Madueke (Bakayoko '87), De Jong (Vertessen '80), Gakpo (Saibari '63) | Bravo (Martín '63), Sabaly (Montoya '46), Pezzella, Edgar, Moreno (Miranda '63), Rodríguez (Guardado '63), Canales (Carvalho '63), Henrique (Juanmi '46), Rodri (González '63), Fekir (Sánchez '63), Iglesias (José '46) |  |
| Stadion: Philips Stadion, Eindhoven Scheidsrechter: Jeroen Manschot |                    |               |            | Benítez, Hoever (Mwene '63), Teze (Luckassen '90), Obispo, Max, Sangaré, Til (Gutiérrez '63), Veerman (Simons '80), Madueke (Bakayoko '87), De Jong (Vertessen '80), Gakpo (Saibari '63) | Bravo (Martín '63), Sabaly (Montoya '46), Pezzella, Edgar, Moreno (Miranda '63), Rodríguez (Guardado '63), Canales (Carvalho '63), Henrique (Juanmi '46), Rodri (González '63), Fekir (Sánchez '63), Iglesias (José '46) |  |
| Stadion: Philips Stadion, Eindhoven Scheidsrechter: Jeroen Manschot |                    |               |            | Benítez, Hoever (Mwene '63), Teze (Luckassen '90), Obispo, Max, Sangaré, Til (Gutiérrez '63), Veerman (Simons '80), Madueke (Bakayoko '87), De Jong (Vertessen '80), Gakpo (Saibari '63) | Bravo (Martín '63), Sabaly (Montoya '46), Pezzella, Edgar, Moreno (Miranda '63), Rodríguez (Guardado '63), Canales (Carvalho '63), Henrique (Juanmi '46), Rodri (González '63), Fekir (Sánchez '63), Iglesias (José '46) |  |
|                                                                     |                    |               |            | | |  |

| 30 december 2022, 18:15 uur                                                              | PSV                     | 3 – 0 (2 – 0) | AC Milan | Opstelling PSV | Opstelling AC Milan |  |
| Stadion: Philips Stadion, Eindhoven Toeschouwers: 33.000 Scheidsrechter: Allard Lindhout | Til 8' Madueke 21', 56' |               |          | Benítez, Teze (Hoever '71), Obispo, Ramalho (Oppegård '85), Max (Mwene '67), Sangaré (Ledezma '78), Til (Simons '58), Veerman (Gutiérrez '71), Madueke (Fofana '78), Vertessen (De Jong '58 ( 58')), El Ghazi (Saibari '71) | Mirante (Tătărușanu '66), Calabria (Ballo-Touré '66), Kalulu (Gabbia '66), Tomori (Kjær '66 ( 66')), Dest (Thiaw '66), Bennacer (Vranckx '66), Tonali (Bakayoko '66), Saelemaekers (Leão '66), De Ketelaere (Díaz '66), Adli (Pobega '66), Rebić (Lazetić '46) |  |
| Stadion: Philips Stadion, Eindhoven Toeschouwers: 33.000 Scheidsrechter: Allard Lindhout |                         |               |          | Benítez, Teze (Hoever '71), Obispo, Ramalho (Oppegård '85), Max (Mwene '67), Sangaré (Ledezma '78), Til (Simons '58), Veerman (Gutiérrez '71), Madueke (Fofana '78), Vertessen (De Jong '58 ( 58')), El Ghazi (Saibari '71) | Mirante (Tătărușanu '66), Calabria (Ballo-Touré '66), Kalulu (Gabbia '66), Tomori (Kjær '66 ( 66')), Dest (Thiaw '66), Bennacer (Vranckx '66), Tonali (Bakayoko '66), Saelemaekers (Leão '66), De Ketelaere (Díaz '66), Adli (Pobega '66), Rebić (Lazetić '46) |  |
| Stadion: Philips Stadion, Eindhoven Toeschouwers: 33.000 Scheidsrechter: Allard Lindhout |                         |               |          | Benítez, Teze (Hoever '71), Obispo, Ramalho (Oppegård '85), Max (Mwene '67), Sangaré (Ledezma '78), Til (Simons '58), Veerman (Gutiérrez '71), Madueke (Fofana '78), Vertessen (De Jong '58 ( 58')), El Ghazi (Saibari '71) | Mirante (Tătărușanu '66), Calabria (Ballo-Touré '66), Kalulu (Gabbia '66), Tomori (Kjær '66 ( 66')), Dest (Thiaw '66), Bennacer (Vranckx '66), Tonali (Bakayoko '66), Saelemaekers (Leão '66), De Ketelaere (Díaz '66), Adli (Pobega '66), Rebić (Lazetić '46) |  |
|                                                                                          |                         |               |          | | |  |

## Johan Cruijff Schaal
| 30 juli 2022, 20:00 uur | Ajax                              | 3 – 5 (1 – 2) | PSV                                        | Opstelling Ajax | Opstelling PSV |  |
| Stadion: Johan Cruijff ArenA, Amsterdam Toeschouwers: 52.000 Scheidsrechter: Dennis Higler Video-assistent: Jochem Kamphuis | Bergwijn 15' Antony 54' Kudus 72' |               | 32', 45+2', 69' Til 65' Gakpo 90+1' Simons | Gorter, Rensch , Timber (Klaassen '73), Blind, Wijndal (Bassey '62 '78), Álvarez , Berghuis (Kudus '62 ), Taylor (Schuurs '85), Antony (Brobbey '73), Tadić , Bergwijn | Benítez , Hoever (Ramalho '62 ( 89')), Teze, Obispo, Max, Sangaré , Til (Gutiérrez '73), Veerman, Bakayoko (Saibari '62), De Jong (Ledezma '89), Gakpo (Simons '73) |  |
| Stadion: Johan Cruijff ArenA, Amsterdam Toeschouwers: 52.000 Scheidsrechter: Dennis Higler Video-assistent: Jochem Kamphuis |                                   |               |                                            | Gorter, Rensch , Timber (Klaassen '73), Blind, Wijndal (Bassey '62 '78), Álvarez , Berghuis (Kudus '62 ), Taylor (Schuurs '85), Antony (Brobbey '73), Tadić , Bergwijn | Benítez , Hoever (Ramalho '62 ( 89')), Teze, Obispo, Max, Sangaré , Til (Gutiérrez '73), Veerman, Bakayoko (Saibari '62), De Jong (Ledezma '89), Gakpo (Simons '73) |  |
| Stadion: Johan Cruijff ArenA, Amsterdam Toeschouwers: 52.000 Scheidsrechter: Dennis Higler Video-assistent: Jochem Kamphuis |                                   |               |                                            | Gorter, Rensch , Timber (Klaassen '73), Blind, Wijndal (Bassey '62 '78), Álvarez , Berghuis (Kudus '62 ), Taylor (Schuurs '85), Antony (Brobbey '73), Tadić , Bergwijn | Benítez , Hoever (Ramalho '62 ( 89')), Teze, Obispo, Max, Sangaré , Til (Gutiérrez '73), Veerman, Bakayoko (Saibari '62), De Jong (Ledezma '89), Gakpo (Simons '73) |  |
| |                                   |               |                                            | | |  |

## Eredivisie

### Wedstrijden

#### Augustus
| Speelronde 1: 6 augustus 2022, 20:00 uur                                                                                       | PSV                                                | 4 – 1 (3 – 0) | FC Emmen   | Opstelling PSV | Opstelling FC Emmen |  |
| Stadion: Philips Stadion, Eindhoven Toeschouwers: 30.000 Scheidsrechter: Martin van den Kerkhof Video-assistent: Dennis Higler | Bakayoko 18' Kieftenbeld 26' (e.d.) Gakpo 38', 54' |               | 63' Romeny | Benítez, Hoever, Teze, Obispo (Ramalho '60 ( 90+1')), Max (Oppegård '46), Simons, Gutiérrez, Veerman (Ledezma '46), Bakayoko, De Jong (Sávio '90+1), Gakpo (Saibari '60) | Oelschlägel, Veendorp , Araujo, Veldmate , Hardeveld, Mendes, Kieftenbeld, Romeny (Toufiqui '86), Vlak, Bernadou (Pacheco '79), Živković (Assehnoun '63) |  |
| Stadion: Philips Stadion, Eindhoven Toeschouwers: 30.000 Scheidsrechter: Martin van den Kerkhof Video-assistent: Dennis Higler |                                                    |               |            | Benítez, Hoever, Teze, Obispo (Ramalho '60 ( 90+1')), Max (Oppegård '46), Simons, Gutiérrez, Veerman (Ledezma '46), Bakayoko, De Jong (Sávio '90+1), Gakpo (Saibari '60) | Oelschlägel, Veendorp , Araujo, Veldmate , Hardeveld, Mendes, Kieftenbeld, Romeny (Toufiqui '86), Vlak, Bernadou (Pacheco '79), Živković (Assehnoun '63) |  |
| Stadion: Philips Stadion, Eindhoven Toeschouwers: 30.000 Scheidsrechter: Martin van den Kerkhof Video-assistent: Dennis Higler |                                                    |               |            | Benítez, Hoever, Teze, Obispo (Ramalho '60 ( 90+1')), Max (Oppegård '46), Simons, Gutiérrez, Veerman (Ledezma '46), Bakayoko, De Jong (Sávio '90+1), Gakpo (Saibari '60) | Oelschlägel, Veendorp , Araujo, Veldmate , Hardeveld, Mendes, Kieftenbeld, Romeny (Toufiqui '86), Vlak, Bernadou (Pacheco '79), Živković (Assehnoun '63) |  |
| |                                                    |               |            | | |  |

| Speelronde 2: 13 augustus 2022, 18:45 uur                                                                               | Go Ahead Eagles           | 2 – 5 (1 – 3) | PSV                                                    | Opstelling Go Ahead Eagles | Opstelling PSV |  |
| Stadion: De Adelaarshorst, Deventer Toeschouwers: 9.643 Scheidsrechter: Danny Makkelie Video-assistent: Jeroen Manschot | Lidberg 14' Edvardsen 80' |               | 3' De Jong 45+3', 76' Simons 45+10' Obispo 89' Veerman | De Lange, Deijl '32, Idzes, Fontán , Kuipers, Rommens (Blomme '90+1), Llansana (Amofa '46), Linthorst (Fernandes '70), Edvardsen, Lidberg, Stokkers | Benítez ( 46'), Mwene, Teze, Obispo (Ramalho '81), Oppegård, Simons, Sangaré (Gutiérrez '60), Ledezma (Veerman '38), Bakayoko, De Jong (Saibari '46), Gakpo (Til '46) |  |
| Stadion: De Adelaarshorst, Deventer Toeschouwers: 9.643 Scheidsrechter: Danny Makkelie Video-assistent: Jeroen Manschot |                           |               |                                                        | De Lange, Deijl '32, Idzes, Fontán , Kuipers, Rommens (Blomme '90+1), Llansana (Amofa '46), Linthorst (Fernandes '70), Edvardsen, Lidberg, Stokkers | Benítez ( 46'), Mwene, Teze, Obispo (Ramalho '81), Oppegård, Simons, Sangaré (Gutiérrez '60), Ledezma (Veerman '38), Bakayoko, De Jong (Saibari '46), Gakpo (Til '46) |  |
| Stadion: De Adelaarshorst, Deventer Toeschouwers: 9.643 Scheidsrechter: Danny Makkelie Video-assistent: Jeroen Manschot |                           |               |                                                        | De Lange, Deijl '32, Idzes, Fontán , Kuipers, Rommens (Blomme '90+1), Llansana (Amofa '46), Linthorst (Fernandes '70), Edvardsen, Lidberg, Stokkers | Benítez ( 46'), Mwene, Teze, Obispo (Ramalho '81), Oppegård, Simons, Sangaré (Gutiérrez '60), Ledezma (Veerman '38), Bakayoko, De Jong (Saibari '46), Gakpo (Til '46) |  |
| |                           |               |                                                        | | |  |

| Speelronde 4: 28 augustus 2022, 14:30 uur                                                                                           | Excelsior    | 1 – 6 (0 – 3) | PSV                                                   | Opstelling Excelsior | Opstelling PSV |  |
| Stadion: Van Donge & De Roo Stadion, Rotterdam Toeschouwers: 4.400 Scheidsrechter: Jeroen Manschot Video-assistent: Jochem Kamphuis | Horemans 74' |               | 2' Veerman 29', 45' Sangaré 55', 84' Simons 59' Gakpo | Van Gassel, Horemans, Nieuwpoort (Markelo '63), El Yaakoubi , Tjoe-A-On, Azarkan (Van Duinen '54), Eijgenraam, Goudmijn, Ayoub (Fein '63), Driouech (Donkor '85), Kharchouch (Baas '63) | Benítez ( 61'), Mwene, Teze, Obispo (Branthwaite '61), Max, Sangaré (Gutiérrez '46), Simons, Veerman, Bakayoko (Sávio '74), Saibari (Vinícius '46), Gakpo (Til '61 ) |  |
| Stadion: Van Donge & De Roo Stadion, Rotterdam Toeschouwers: 4.400 Scheidsrechter: Jeroen Manschot Video-assistent: Jochem Kamphuis |              |               |                                                       | Van Gassel, Horemans, Nieuwpoort (Markelo '63), El Yaakoubi , Tjoe-A-On, Azarkan (Van Duinen '54), Eijgenraam, Goudmijn, Ayoub (Fein '63), Driouech (Donkor '85), Kharchouch (Baas '63) | Benítez ( 61'), Mwene, Teze, Obispo (Branthwaite '61), Max, Sangaré (Gutiérrez '46), Simons, Veerman, Bakayoko (Sávio '74), Saibari (Vinícius '46), Gakpo (Til '61 ) |  |
| Stadion: Van Donge & De Roo Stadion, Rotterdam Toeschouwers: 4.400 Scheidsrechter: Jeroen Manschot Video-assistent: Jochem Kamphuis |              |               |                                                       | Van Gassel, Horemans, Nieuwpoort (Markelo '63), El Yaakoubi , Tjoe-A-On, Azarkan (Van Duinen '54), Eijgenraam, Goudmijn, Ayoub (Fein '63), Driouech (Donkor '85), Kharchouch (Baas '63) | Benítez ( 61'), Mwene, Teze, Obispo (Branthwaite '61), Max, Sangaré (Gutiérrez '46), Simons, Veerman, Bakayoko (Sávio '74), Saibari (Vinícius '46), Gakpo (Til '61 ) |  |
| |              |               |                                                       | | |  |

| Speelronde 3: 31 augustus 2022, 18:45 uur                                                                                 | PSV                                                                       | 7 – 1 (3 – 1) | FC Volendam    | Opstelling PSV | Opstelling FC Volendam |  |
| Stadion: Philips Stadion, Eindhoven Toeschouwers: 28.114 Scheidsrechter: Sander van der Eijk Video-assistent: Bas Nijhuis | Simons 1', 67' Gakpo 25' (pen.), 39', 52' B. Plat 47' (e.d.) Bakayoko 79' |               | 40' H. Veerman | Benítez, Teze (Hoever '55), Obispo (Ramalho '46 ( 62')), Branthwaite, Max, Sangaré, Til, J. Veerman (Gutiérrez '55), Bakayoko, Simons (Vertessen '69), Gakpo (Sávio '62) | Stanković, Van Mieghem (El Kadiri '60), B. Plat (Douiri '68), Benamar, Mirani , James, Eiting (Nazih '68), B. Ould-Chikh , Murkin, Mühren (W. Ould-Chikh '69 ), H. Veerman |  |
| Stadion: Philips Stadion, Eindhoven Toeschouwers: 28.114 Scheidsrechter: Sander van der Eijk Video-assistent: Bas Nijhuis |                                                                           |               |                | Benítez, Teze (Hoever '55), Obispo (Ramalho '46 ( 62')), Branthwaite, Max, Sangaré, Til, J. Veerman (Gutiérrez '55), Bakayoko, Simons (Vertessen '69), Gakpo (Sávio '62) | Stanković, Van Mieghem (El Kadiri '60), B. Plat (Douiri '68), Benamar, Mirani , James, Eiting (Nazih '68), B. Ould-Chikh , Murkin, Mühren (W. Ould-Chikh '69 ), H. Veerman |  |
| Stadion: Philips Stadion, Eindhoven Toeschouwers: 28.114 Scheidsrechter: Sander van der Eijk Video-assistent: Bas Nijhuis |                                                                           |               |                | Benítez, Teze (Hoever '55), Obispo (Ramalho '46 ( 62')), Branthwaite, Max, Sangaré, Til, J. Veerman (Gutiérrez '55), Bakayoko, Simons (Vertessen '69), Gakpo (Sávio '62) | Stanković, Van Mieghem (El Kadiri '60), B. Plat (Douiri '68), Benamar, Mirani , James, Eiting (Nazih '68), B. Ould-Chikh , Murkin, Mühren (W. Ould-Chikh '69 ), H. Veerman |  |
| |                                                                           |               |                | | |  |

#### September
| Speelronde 5: 3 september 2022, 18:45 uur                                                                             | FC Twente      | 2 – 1 (2 – 0) | PSV     | Opstelling FC Twente | Opstelling PSV |  |
| Stadion: De Grolsch Veste, Enschede Toeschouwers: 30.000 Scheidsrechter: Danny Makkelie Video-assistent: Clay Ruperti | Černý 17', 24' |               | 55' Til | Unnerstall, Brenet, Hilgers, Pröpper , Smal, Zerrouki, Rots (Brama '62 ( 62')), Kjølø, Černý (Misidjan '62), Van Wolfswinkel, Tzolis (Cleonise '90+3) | Benítez, Teze (Mwene '55), Ramalho, Obispo, Max (Hoever '76), Sangaré (Sávio '87), Til (Vertessen '55), Veerman, Bakayoko (El Ghazi '55), Simons, Gakpo |  |
| Stadion: De Grolsch Veste, Enschede Toeschouwers: 30.000 Scheidsrechter: Danny Makkelie Video-assistent: Clay Ruperti |                |               |         | Unnerstall, Brenet, Hilgers, Pröpper , Smal, Zerrouki, Rots (Brama '62 ( 62')), Kjølø, Černý (Misidjan '62), Van Wolfswinkel, Tzolis (Cleonise '90+3) | Benítez, Teze (Mwene '55), Ramalho, Obispo, Max (Hoever '76), Sangaré (Sávio '87), Til (Vertessen '55), Veerman, Bakayoko (El Ghazi '55), Simons, Gakpo |  |
| Stadion: De Grolsch Veste, Enschede Toeschouwers: 30.000 Scheidsrechter: Danny Makkelie Video-assistent: Clay Ruperti |                |               |         | Unnerstall, Brenet, Hilgers, Pröpper , Smal, Zerrouki, Rots (Brama '62 ( 62')), Kjølø, Černý (Misidjan '62), Van Wolfswinkel, Tzolis (Cleonise '90+3) | Benítez, Teze (Mwene '55), Ramalho, Obispo, Max (Hoever '76), Sangaré (Sávio '87), Til (Vertessen '55), Veerman, Bakayoko (El Ghazi '55), Simons, Gakpo |  |
| |                |               |         | | |  |

| Speelronde 6: 11 september 2022, 14:30 uur                                                                                      | PSV                | 1 – 0 (0 – 0) | RKC Waalwijk | Opstelling PSV | Opstelling RKC Waalwijk |  |
| Stadion: Philips Stadion, Eindhoven Toeschouwers: 28.432 Scheidsrechter: Serdar Gözübüyük Video-assistent: Jannick van der Laan | Gakpo 90+6' (pen.) |               |              | Benítez, Hoever (Branthwaite '58), Teze, Obispo, Mwene (Max '46), Veerman, Simons, Gutiérrez (Sávio '71), Saibari (Til '58), El Ghazi (Vertessen '82), Gakpo | Vaessen , Lelieveld, Gaari (Oukili '75), Adewoye , Van den Buijs , Lutonda, Bakari (Mulder '82), Anita, Clement (Vroegh '88), Kramer , Lobete (Bakkali '62) |  |
| Stadion: Philips Stadion, Eindhoven Toeschouwers: 28.432 Scheidsrechter: Serdar Gözübüyük Video-assistent: Jannick van der Laan |                    |               |              | Benítez, Hoever (Branthwaite '58), Teze, Obispo, Mwene (Max '46), Veerman, Simons, Gutiérrez (Sávio '71), Saibari (Til '58), El Ghazi (Vertessen '82), Gakpo | Vaessen , Lelieveld, Gaari (Oukili '75), Adewoye , Van den Buijs , Lutonda, Bakari (Mulder '82), Anita, Clement (Vroegh '88), Kramer , Lobete (Bakkali '62) |  |
| Stadion: Philips Stadion, Eindhoven Toeschouwers: 28.432 Scheidsrechter: Serdar Gözübüyük Video-assistent: Jannick van der Laan |                    |               |              | Benítez, Hoever (Branthwaite '58), Teze, Obispo, Mwene (Max '46), Veerman, Simons, Gutiérrez (Sávio '71), Saibari (Til '58), El Ghazi (Vertessen '82), Gakpo | Vaessen , Lelieveld, Gaari (Oukili '75), Adewoye , Van den Buijs , Lutonda, Bakari (Mulder '82), Anita, Clement (Vroegh '88), Kramer , Lobete (Bakkali '62) |  |
| |                    |               |              | | |  |

| Speelronde 7: 18 september 2022, 14:30 uur                                                                               | PSV                                          | 4 – 3 (2 – 2) | Feyenoord                       | Opstelling PSV | Opstelling Feyenoord |  |
| Stadion: Philips Stadion, Eindhoven Toeschouwers: 33.110 Scheidsrechter: Allard Lindhout Video-assistent: Pol van Boekel | Branthwaite 16' Gakpo 25' Til 47' Obispo 83' |               | 3' Idrissi 42' Danilo 73' Kökçü | Benítez, Teze, Branthwaite, Obispo (Ramalho '85), Max, Veerman (Mwene '90+3), Sangaré, Til (Gutiérrez '74), Saibari, Simons (Bakayoko '74 ), Gakpo | Bijlow, Pedersen, Trauner, Hancko, López (Bullaude '85), Dilrosun (Szymański '71), Timber, Kökçü , Jahanbakhsh (Wålemark '56), Danilo (Giménez '56), Idrissi (Paixão '56) |  |
| Stadion: Philips Stadion, Eindhoven Toeschouwers: 33.110 Scheidsrechter: Allard Lindhout Video-assistent: Pol van Boekel |                                              |               |                                 | Benítez, Teze, Branthwaite, Obispo (Ramalho '85), Max, Veerman (Mwene '90+3), Sangaré, Til (Gutiérrez '74), Saibari, Simons (Bakayoko '74 ), Gakpo | Bijlow, Pedersen, Trauner, Hancko, López (Bullaude '85), Dilrosun (Szymański '71), Timber, Kökçü , Jahanbakhsh (Wålemark '56), Danilo (Giménez '56), Idrissi (Paixão '56) |  |
| Stadion: Philips Stadion, Eindhoven Toeschouwers: 33.110 Scheidsrechter: Allard Lindhout Video-assistent: Pol van Boekel |                                              |               |                                 | Benítez, Teze, Branthwaite, Obispo (Ramalho '85), Max, Veerman (Mwene '90+3), Sangaré, Til (Gutiérrez '74), Saibari, Simons (Bakayoko '74 ), Gakpo | Bijlow, Pedersen, Trauner, Hancko, López (Bullaude '85), Dilrosun (Szymański '71), Timber, Kökçü , Jahanbakhsh (Wålemark '56), Danilo (Giménez '56), Idrissi (Paixão '56) |  |
| |                                              |               |                                 | | |  |

#### Oktober
| Speelronde 8: 1 oktober 2022, 16:30 uur                                                                                   | SC Cambuur                                           | 3 – 0 (0 – 0) | PSV | Opstelling SC Cambuur | Opstelling PSV |  |
| Stadion: Cambuurstadion, Leeuwarden Toeschouwers: 10.000 Scheidsrechter: Pol van Boekel Video-assistent: Serdar Gözübüyük | Van der Water 54' Paulissen 84' Van Wermeskerken 90' |               |     | Virgínia, Schmidt, Tol (Mac-Intosch '71), Bergsma , Van Wermeskerken, Jacobs, Van Kaam, Paulissen (Breij '88), Van der Water (Sambissa '71), Boere, Balk (Mambimbi '80) | Benítez, Teze, Branthwaite, Obispo, Max (Oppegård '69), Sangaré (Ledezma '80), Til, Veerman (Gutiérrez '69), Saibari (Sávio '60), Simons (Vertessen '60), Gakpo |  |
| Stadion: Cambuurstadion, Leeuwarden Toeschouwers: 10.000 Scheidsrechter: Pol van Boekel Video-assistent: Serdar Gözübüyük |                                                      |               |     | Virgínia, Schmidt, Tol (Mac-Intosch '71), Bergsma , Van Wermeskerken, Jacobs, Van Kaam, Paulissen (Breij '88), Van der Water (Sambissa '71), Boere, Balk (Mambimbi '80) | Benítez, Teze, Branthwaite, Obispo, Max (Oppegård '69), Sangaré (Ledezma '80), Til, Veerman (Gutiérrez '69), Saibari (Sávio '60), Simons (Vertessen '60), Gakpo |  |
| Stadion: Cambuurstadion, Leeuwarden Toeschouwers: 10.000 Scheidsrechter: Pol van Boekel Video-assistent: Serdar Gözübüyük |                                                      |               |     | Virgínia, Schmidt, Tol (Mac-Intosch '71), Bergsma , Van Wermeskerken, Jacobs, Van Kaam, Paulissen (Breij '88), Van der Water (Sambissa '71), Boere, Balk (Mambimbi '80) | Benítez, Teze, Branthwaite, Obispo, Max (Oppegård '69), Sangaré (Ledezma '80), Til, Veerman (Gutiérrez '69), Saibari (Sávio '60), Simons (Vertessen '60), Gakpo |  |
| |                                                      |               |     | | |  |

| Speelronde 9: 9 oktober 2022, 16:45 uur                                                                                 | sc Heerenveen | 0 – 1 (0 – 0) | PSV       | Opstelling sc Heerenveen | Opstelling PSV |  |
| Stadion: Abe Lenstra Stadion, Heerenveen Toeschouwers: 24.087 Scheidsrechter: Bas Nijhuis Video-assistent: Clay Ruperti |               |               | 75' Gakpo | Noppert, Van Ewijk, Van Beek , Bochniewicz, Van Ottele (Timossi Andersson '79), Köhlert, Haye, Tahiri (Colassin '79 ), Olsson (Halilović '70), Van Hooijdonk, Sarr | Benítez, Mwene, Ramalho, Obispo, Max, Sangaré, Simons (Ledezma '90), Veerman, Saibari (Gutiérrez '42), Vertessen (El Ghazi '42), Gakpo |  |
| Stadion: Abe Lenstra Stadion, Heerenveen Toeschouwers: 24.087 Scheidsrechter: Bas Nijhuis Video-assistent: Clay Ruperti |               |               |           | Noppert, Van Ewijk, Van Beek , Bochniewicz, Van Ottele (Timossi Andersson '79), Köhlert, Haye, Tahiri (Colassin '79 ), Olsson (Halilović '70), Van Hooijdonk, Sarr | Benítez, Mwene, Ramalho, Obispo, Max, Sangaré, Simons (Ledezma '90), Veerman, Saibari (Gutiérrez '42), Vertessen (El Ghazi '42), Gakpo |  |
| Stadion: Abe Lenstra Stadion, Heerenveen Toeschouwers: 24.087 Scheidsrechter: Bas Nijhuis Video-assistent: Clay Ruperti |               |               |           | Noppert, Van Ewijk, Van Beek , Bochniewicz, Van Ottele (Timossi Andersson '79), Köhlert, Haye, Tahiri (Colassin '79 ), Olsson (Halilović '70), Van Hooijdonk, Sarr | Benítez, Mwene, Ramalho, Obispo, Max, Sangaré, Simons (Ledezma '90), Veerman, Saibari (Gutiérrez '42), Vertessen (El Ghazi '42), Gakpo |  |
| |               |               |           | | |  |

| Speelronde 10: 16 oktober 2022, 14:30 uur                                                                             | PSV                                           | 6 – 1 (3 – 1) | FC Utrecht        | Opstelling PSV | Opstelling FC Utrecht |  |
| Stadion: Philips Stadion, Eindhoven Toeschouwers: 30.646 Scheidsrechter: Jochem Kamphuis Video-assistent: Erwin Blank | Simons 8', 60' Til 33', 38' El Ghazi 86', 89' |               | 24' Van de Streek | Benítez, Mwene, Ramalho (Teze '75), Obispo, Max (Hoever '77), Sangaré, Veerman (Ledezma '62), Gutiérrez, Simons (El Ghazi '62), Til (Bakayoko '75), Gakpo | Barkas, Klaiber , Van der Maarel , Sagnan (Van der Hoorn '46), Van der Kust, Sylla (Redan '83), Van de Streek, Toornstra (Shein '46), Bozdoğan, Booth (Boussaid '74), Dost (Douvikas '46) |  |
| Stadion: Philips Stadion, Eindhoven Toeschouwers: 30.646 Scheidsrechter: Jochem Kamphuis Video-assistent: Erwin Blank |                                               |               |                   | Benítez, Mwene, Ramalho (Teze '75), Obispo, Max (Hoever '77), Sangaré, Veerman (Ledezma '62), Gutiérrez, Simons (El Ghazi '62), Til (Bakayoko '75), Gakpo | Barkas, Klaiber , Van der Maarel , Sagnan (Van der Hoorn '46), Van der Kust, Sylla (Redan '83), Van de Streek, Toornstra (Shein '46), Bozdoğan, Booth (Boussaid '74), Dost (Douvikas '46) |  |
| Stadion: Philips Stadion, Eindhoven Toeschouwers: 30.646 Scheidsrechter: Jochem Kamphuis Video-assistent: Erwin Blank |                                               |               |                   | Benítez, Mwene, Ramalho (Teze '75), Obispo, Max (Hoever '77), Sangaré, Veerman (Ledezma '62), Gutiérrez, Simons (El Ghazi '62), Til (Bakayoko '75), Gakpo | Barkas, Klaiber , Van der Maarel , Sagnan (Van der Hoorn '46), Van der Kust, Sylla (Redan '83), Van de Streek, Toornstra (Shein '46), Bozdoğan, Booth (Boussaid '74), Dost (Douvikas '46) |  |
| |                                               |               |                   | | |  |

| Speelronde 11: 23 oktober 2022, 14:30 uur                                                                      | FC Groningen                                     | 4 – 2 (3 – 1) | PSV                   | Opstelling FC Groningen | Opstelling PSV |  |
| Stadion: Euroborg, Groningen Toeschouwers: 21.333 Scheidsrechter: Dennis Higler Video-assistent: Rob Dieperink | Pepi 39' Balker 43' Ngonge 45+1' Pelupessy 90+2' |               | 45+3' Sangaré 76' Til | De Boer, Kasanwirjo, Te Wierik, Balker, Määttä (Šverko '87), Ngonge (Dankerlui '83), Valente (Pelupessy '64 ( 64')), Krüger (Lundqvist '83), Duarte , Pepi, Abraham (Oratmangoen '64) | Benítez, Teze, Ramalho, Obispo, Max (Mauro Júnior '69), Sangaré, Simons, Veerman (De Jong '56 ( 56')), El Ghazi (Madueke '46), Til, Gakpo |  |
| Stadion: Euroborg, Groningen Toeschouwers: 21.333 Scheidsrechter: Dennis Higler Video-assistent: Rob Dieperink |                                                  |               |                       | De Boer, Kasanwirjo, Te Wierik, Balker, Määttä (Šverko '87), Ngonge (Dankerlui '83), Valente (Pelupessy '64 ( 64')), Krüger (Lundqvist '83), Duarte , Pepi, Abraham (Oratmangoen '64) | Benítez, Teze, Ramalho, Obispo, Max (Mauro Júnior '69), Sangaré, Simons, Veerman (De Jong '56 ( 56')), El Ghazi (Madueke '46), Til, Gakpo |  |
| Stadion: Euroborg, Groningen Toeschouwers: 21.333 Scheidsrechter: Dennis Higler Video-assistent: Rob Dieperink |                                                  |               |                       | De Boer, Kasanwirjo, Te Wierik, Balker, Määttä (Šverko '87), Ngonge (Dankerlui '83), Valente (Pelupessy '64 ( 64')), Krüger (Lundqvist '83), Duarte , Pepi, Abraham (Oratmangoen '64) | Benítez, Teze, Ramalho, Obispo, Max (Mauro Júnior '69), Sangaré, Simons, Veerman (De Jong '56 ( 56')), El Ghazi (Madueke '46), Til, Gakpo |  |
| |                                                  |               |                       | | |  |

| Speelronde 12: 30 oktober 2022, 14:30 uur                                                                                            | PSV                                         | 3 – 0 (1 – 0) | N.E.C. | Opstelling PSV | Opstelling N.E.C. |  |
| Stadion: Philips Stadion, Eindhoven Toeschouwers: 31.007 Scheidsrechter: Martin van den Kerkhof Video-assistent: Sander van der Eijk | El Ghazi 18' De Jong 50' (pen.) Madueke 84' |               |        | Benítez, Teze, Ramalho, Obispo, Mwene (Branthwaite '85), Gutiérrez, Simons (Ledezma '83), Veerman (Sangaré '62), El Ghazi (Madueke '62), De Jong (Til '62), Gakpo ( 62') | Cillessen, Van Rooij, Sandler (Dimata '63), Márquez, Verdonk (Kramer '62), Tavşan (Bruijn '71), Schöne , Proper (Cissoko '71), El Karouani, Mattsson, Tannane |  |
| Stadion: Philips Stadion, Eindhoven Toeschouwers: 31.007 Scheidsrechter: Martin van den Kerkhof Video-assistent: Sander van der Eijk |                                             |               |        | Benítez, Teze, Ramalho, Obispo, Mwene (Branthwaite '85), Gutiérrez, Simons (Ledezma '83), Veerman (Sangaré '62), El Ghazi (Madueke '62), De Jong (Til '62), Gakpo ( 62') | Cillessen, Van Rooij, Sandler (Dimata '63), Márquez, Verdonk (Kramer '62), Tavşan (Bruijn '71), Schöne , Proper (Cissoko '71), El Karouani, Mattsson, Tannane |  |
| Stadion: Philips Stadion, Eindhoven Toeschouwers: 31.007 Scheidsrechter: Martin van den Kerkhof Video-assistent: Sander van der Eijk |                                             |               |        | Benítez, Teze, Ramalho, Obispo, Mwene (Branthwaite '85), Gutiérrez, Simons (Ledezma '83), Veerman (Sangaré '62), El Ghazi (Madueke '62), De Jong (Til '62), Gakpo ( 62') | Cillessen, Van Rooij, Sandler (Dimata '63), Márquez, Verdonk (Kramer '62), Tavşan (Bruijn '71), Schöne , Proper (Cissoko '71), El Karouani, Mattsson, Tannane |  |
| |                                             |               |        | | |  |

#### November
| Speelronde 13: 6 november 2022, 16:45 uur                                                                                   | Ajax      | 1 – 2 (0 – 1) | PSV                       | Opstelling Ajax | Opstelling PSV |  |
| Stadion: Johan Cruijff ArenA, Amsterdam Toeschouwers: 54.969 Scheidsrechter: Danny Makkelie Video-assistent: Pol van Boekel | Lucca 83' |               | 23' De Jong 50' Gutiérrez | Pasveer, Sánchez, Timber, Bassey, Rensch (Taylor '66), Berghuis , Álvarez , Kudus (Klaassen '81), Bergwijn, Brobbey, Tadić (Lucca '81) | Benítez, Mwene, Ramalho ( 88'), Obispo , Max (Teze '62), Sangaré, Veerman (El Ghazi '62), Gutiérrez, Simons (Vertessen '81), De Jong (Til '80 ), Gakpo ( 80') (Branthwaite '88) |  |
| Stadion: Johan Cruijff ArenA, Amsterdam Toeschouwers: 54.969 Scheidsrechter: Danny Makkelie Video-assistent: Pol van Boekel |           |               |                           | Pasveer, Sánchez, Timber, Bassey, Rensch (Taylor '66), Berghuis , Álvarez , Kudus (Klaassen '81), Bergwijn, Brobbey, Tadić (Lucca '81) | Benítez, Mwene, Ramalho ( 88'), Obispo , Max (Teze '62), Sangaré, Veerman (El Ghazi '62), Gutiérrez, Simons (Vertessen '81), De Jong (Til '80 ), Gakpo ( 80') (Branthwaite '88) |  |
| Stadion: Johan Cruijff ArenA, Amsterdam Toeschouwers: 54.969 Scheidsrechter: Danny Makkelie Video-assistent: Pol van Boekel |           |               |                           | Pasveer, Sánchez, Timber, Bassey, Rensch (Taylor '66), Berghuis , Álvarez , Kudus (Klaassen '81), Bergwijn, Brobbey, Tadić (Lucca '81) | Benítez, Mwene, Ramalho ( 88'), Obispo , Max (Teze '62), Sangaré, Veerman (El Ghazi '62), Gutiérrez, Simons (Vertessen '81), De Jong (Til '80 ), Gakpo ( 80') (Branthwaite '88) |  |
| |           |               |                           | | |  |

| Speelronde 14: 12 november 2022, 21:00 uur                                                                              | PSV | 0 – 1 (0 – 1) | AZ           | Opstelling PSV | Opstelling AZ |  |
| Stadion: Philips Stadion, Eindhoven Toeschouwers: 33.009 Scheidsrechter: Serdar Gözübüyük Video-assistent: Clay Ruperti |     |               | 18' Pavlidis | Benítez, Mwene, Ramalho (Branthwaite '46), Obispo, Max, Sangaré, Veerman, Gutiérrez (El Ghazi '46 (Til '74)), Simons (Madueke '66), De Jong , Gakpo | Verhulst, Sugawara , Hatzidiakos, Beukema, Kerkez (Bazoer '87), Reijnders, D. de Wit, Clasie , Odgaard, Pavlidis (Lahdo '87), Karlsson (M. de Wit '81) |  |
| Stadion: Philips Stadion, Eindhoven Toeschouwers: 33.009 Scheidsrechter: Serdar Gözübüyük Video-assistent: Clay Ruperti |     |               |              | Benítez, Mwene, Ramalho (Branthwaite '46), Obispo, Max, Sangaré, Veerman, Gutiérrez (El Ghazi '46 (Til '74)), Simons (Madueke '66), De Jong , Gakpo | Verhulst, Sugawara , Hatzidiakos, Beukema, Kerkez (Bazoer '87), Reijnders, D. de Wit, Clasie , Odgaard, Pavlidis (Lahdo '87), Karlsson (M. de Wit '81) |  |
| Stadion: Philips Stadion, Eindhoven Toeschouwers: 33.009 Scheidsrechter: Serdar Gözübüyük Video-assistent: Clay Ruperti |     |               |              | Benítez, Mwene, Ramalho (Branthwaite '46), Obispo, Max, Sangaré, Veerman, Gutiérrez (El Ghazi '46 (Til '74)), Simons (Madueke '66), De Jong , Gakpo | Verhulst, Sugawara , Hatzidiakos, Beukema, Kerkez (Bazoer '87), Reijnders, D. de Wit, Clasie , Odgaard, Pavlidis (Lahdo '87), Karlsson (M. de Wit '81) |  |
| |     |               |              | | |  |

- De competitie ligt gedurende tussen deze periode stil vanwege Wereldkampioenschap voetbal 2022 en de winterstop.

#### Januari
| Speelronde 15: 7 januari 2023, 21:00 uur                                                                                      | PSV | 0 – 0 | Sparta Rotterdam | Opstelling PSV | Opstelling Sparta Rotterdam |  |
| Stadion: Philips Stadion, Eindhoven Toeschouwers: 33.421 Scheidsrechter: Sander van der Eijk Video-assistent: Jeroen Manschot |     |       |                  | Benítez, Teze, Branthwaite, Obispo, Max (Van Ginkel '85), Sangaré, Veerman (Gutiérrez '68), Simons (Til '68), Madueke , De Jong , El Ghazi | Olij, Sambo, Vriends , Auassar , Pinto (Meijers '86), Kitolano, Verschueren (Eerdhuijzen '88), Van Mullem, Mijnans, Lauritsen, V. van Crooij |  |
| Stadion: Philips Stadion, Eindhoven Toeschouwers: 33.421 Scheidsrechter: Sander van der Eijk Video-assistent: Jeroen Manschot |     |       |                  | Benítez, Teze, Branthwaite, Obispo, Max (Van Ginkel '85), Sangaré, Veerman (Gutiérrez '68), Simons (Til '68), Madueke , De Jong , El Ghazi | Olij, Sambo, Vriends , Auassar , Pinto (Meijers '86), Kitolano, Verschueren (Eerdhuijzen '88), Van Mullem, Mijnans, Lauritsen, V. van Crooij |  |
| Stadion: Philips Stadion, Eindhoven Toeschouwers: 33.421 Scheidsrechter: Sander van der Eijk Video-assistent: Jeroen Manschot |     |       |                  | Benítez, Teze, Branthwaite, Obispo, Max (Van Ginkel '85), Sangaré, Veerman (Gutiérrez '68), Simons (Til '68), Madueke , De Jong , El Ghazi | Olij, Sambo, Vriends , Auassar , Pinto (Meijers '86), Kitolano, Verschueren (Eerdhuijzen '88), Van Mullem, Mijnans, Lauritsen, V. van Crooij |  |
| |     |       |                  | | |  |

| Speelronde 16: 15 januari 2023, 14:30 uur                                                                                       | Fortuna Sittard                   | 2 – 2 (1 – 0) | PSV                    | Opstelling Fortuna Sittard | Opstelling PSV |  |
| Stadion: Fortuna Sittard Stadion, Sittard Toeschouwers: 11.534 Scheidsrechter: Jochem Kamphuis Video-assistent: Richard Martens | Córdoba 45+1' Yılmaz 90+9' (pen.) |               | 65' Simons 76' Sangaré | Pandur, Pinto, Radić (Gladon '83), Guth, Navarro, Duarte, Córdoba, Özyakup (Embaló '64), Erdoğan '56, Vita (Noslin '73), Yılmaz | Benítez, Teze, Branthwaite, Obispo (Ramalho '89), Mwene, Sangaré, Simons (Saibari '89), Gutiérrez (Til '60), Madueke , De Jong , El Ghazi (Veerman '60) |  |
| Stadion: Fortuna Sittard Stadion, Sittard Toeschouwers: 11.534 Scheidsrechter: Jochem Kamphuis Video-assistent: Richard Martens |                                   |               |                        | Pandur, Pinto, Radić (Gladon '83), Guth, Navarro, Duarte, Córdoba, Özyakup (Embaló '64), Erdoğan '56, Vita (Noslin '73), Yılmaz | Benítez, Teze, Branthwaite, Obispo (Ramalho '89), Mwene, Sangaré, Simons (Saibari '89), Gutiérrez (Til '60), Madueke , De Jong , El Ghazi (Veerman '60) |  |
| Stadion: Fortuna Sittard Stadion, Sittard Toeschouwers: 11.534 Scheidsrechter: Jochem Kamphuis Video-assistent: Richard Martens |                                   |               |                        | Pandur, Pinto, Radić (Gladon '83), Guth, Navarro, Duarte, Córdoba, Özyakup (Embaló '64), Erdoğan '56, Vita (Noslin '73), Yılmaz | Benítez, Teze, Branthwaite, Obispo (Ramalho '89), Mwene, Sangaré, Simons (Saibari '89), Gutiérrez (Til '60), Madueke , De Jong , El Ghazi (Veerman '60) |  |
| |                                   |               |                        | | |  |

| Speelronde 17: 21 januari 2023, 20:00 uur                                                                                   | PSV     | 1 – 0 (0 – 0) | Vitesse | Opstelling PSV | Opstelling Vitesse |  |
| Stadion: Philips Stadion, Eindhoven Toeschouwers: 31.333 Scheidsrechter: Pol van Boekel Video-assistent: Edwin van de Graaf | Til 48' |               |         | Benítez ( 32'), Teze, Branthwaite, Obispo, Mwene (Mauro Júnior '73), Sangaré, Til, Gutiérrez, El Ghazi, De Jong (Bakayoko '32), Simons (Vertessen '88) | Scherpen '90+4, Arcus (Reiziger '90+5), Flamingo, Meulensteen, Dijks (Frederiksen '76), Manhoef (Jonathans '66), Tronstad, Bero , Cornelisse (Vidović '76), Wittek, Sankoh (Białek '66) |  |
| Stadion: Philips Stadion, Eindhoven Toeschouwers: 31.333 Scheidsrechter: Pol van Boekel Video-assistent: Edwin van de Graaf |         |               |         | Benítez ( 32'), Teze, Branthwaite, Obispo, Mwene (Mauro Júnior '73), Sangaré, Til, Gutiérrez, El Ghazi, De Jong (Bakayoko '32), Simons (Vertessen '88) | Scherpen '90+4, Arcus (Reiziger '90+5), Flamingo, Meulensteen, Dijks (Frederiksen '76), Manhoef (Jonathans '66), Tronstad, Bero , Cornelisse (Vidović '76), Wittek, Sankoh (Białek '66) |  |
| Stadion: Philips Stadion, Eindhoven Toeschouwers: 31.333 Scheidsrechter: Pol van Boekel Video-assistent: Edwin van de Graaf |         |               |         | Benítez ( 32'), Teze, Branthwaite, Obispo, Mwene (Mauro Júnior '73), Sangaré, Til, Gutiérrez, El Ghazi, De Jong (Bakayoko '32), Simons (Vertessen '88) | Scherpen '90+4, Arcus (Reiziger '90+5), Flamingo, Meulensteen, Dijks (Frederiksen '76), Manhoef (Jonathans '66), Tronstad, Bero , Cornelisse (Vidović '76), Wittek, Sankoh (Białek '66) |  |
| |         |               |         | | |  |

| Speelronde 18: 24 januari 2023, 18:45 uur                                                                              | FC Emmen     | 1 – 0 (1 – 0) | PSV | Opstelling FC Emmen | Opstelling PSV |  |
| Stadion: De Oude Meerdijk, Emmen Toeschouwers: 8.061 Scheidsrechter: Jeroen Manschot Video-assistent: Serdar Gözübüyük | Bernadou 24' |               |     | Van der Hart, Bouchouari , Araujo, Veldmate , Veendorp, Dirksen, Bernadou, El Messaoudi (Vlak '81), Diemers, Mendes (Romeny '45+1 ), Živković | Benítez , Teze (Mwene '75), Branthwaite, Obispo, Mauro Júnior '43, Sangaré , Til (Veerman '76), Gutiérrez (Vertessen '89), Bakayoko (Max '45+1 ), El Ghazi (Fofana '76), Simons |  |
| Stadion: De Oude Meerdijk, Emmen Toeschouwers: 8.061 Scheidsrechter: Jeroen Manschot Video-assistent: Serdar Gözübüyük |              |               |     | Van der Hart, Bouchouari , Araujo, Veldmate , Veendorp, Dirksen, Bernadou, El Messaoudi (Vlak '81), Diemers, Mendes (Romeny '45+1 ), Živković | Benítez , Teze (Mwene '75), Branthwaite, Obispo, Mauro Júnior '43, Sangaré , Til (Veerman '76), Gutiérrez (Vertessen '89), Bakayoko (Max '45+1 ), El Ghazi (Fofana '76), Simons |  |
| Stadion: De Oude Meerdijk, Emmen Toeschouwers: 8.061 Scheidsrechter: Jeroen Manschot Video-assistent: Serdar Gözübüyük |              |               |     | Van der Hart, Bouchouari , Araujo, Veldmate , Veendorp, Dirksen, Bernadou, El Messaoudi (Vlak '81), Diemers, Mendes (Romeny '45+1 ), Živković | Benítez , Teze (Mwene '75), Branthwaite, Obispo, Mauro Júnior '43, Sangaré , Til (Veerman '76), Gutiérrez (Vertessen '89), Bakayoko (Max '45+1 ), El Ghazi (Fofana '76), Simons |  |
| |              |               |     | | |  |

| Speelronde 19: 28 januari 2023, 16:30 uur                                                                                  | PSV                      | 2 – 0 (1 – 0) | Go Ahead Eagles | Opstelling PSV | Opstelling Go Ahead Eagles |  |
| Stadion: Philips Stadion, Eindhoven Toeschouwers: 30.133 Scheidsrechter: Serdar Gözübüyük Video-assistent: Allard Lindhout | Veerman 14' El Ghazi 64' |               |                 | Benítez, Teze, Branthwaite, Obispo (Ramalho '46 ( 82')), Mwene, Sangaré, Til (Gutiérrez '78 ), Veerman, El Ghazi (Saibari '88), De Jong (Silva '82), Simons | De Lange, Deijl, Nauber , Idzes , Fontán (Mattiello '72), Willumsson (Adekanye '72), Llansana, Tekie (Amofa '46), Edvardsen (Sow '72), Stokkers, Fernandes (Linthorst '46) |  |
| Stadion: Philips Stadion, Eindhoven Toeschouwers: 30.133 Scheidsrechter: Serdar Gözübüyük Video-assistent: Allard Lindhout |                          |               |                 | Benítez, Teze, Branthwaite, Obispo (Ramalho '46 ( 82')), Mwene, Sangaré, Til (Gutiérrez '78 ), Veerman, El Ghazi (Saibari '88), De Jong (Silva '82), Simons | De Lange, Deijl, Nauber , Idzes , Fontán (Mattiello '72), Willumsson (Adekanye '72), Llansana, Tekie (Amofa '46), Edvardsen (Sow '72), Stokkers, Fernandes (Linthorst '46) |  |
| Stadion: Philips Stadion, Eindhoven Toeschouwers: 30.133 Scheidsrechter: Serdar Gözübüyük Video-assistent: Allard Lindhout |                          |               |                 | Benítez, Teze, Branthwaite, Obispo (Ramalho '46 ( 82')), Mwene, Sangaré, Til (Gutiérrez '78 ), Veerman, El Ghazi (Saibari '88), De Jong (Silva '82), Simons | De Lange, Deijl, Nauber , Idzes , Fontán (Mattiello '72), Willumsson (Adekanye '72), Llansana, Tekie (Amofa '46), Edvardsen (Sow '72), Stokkers, Fernandes (Linthorst '46) |  |
| |                          |               |                 | | |  |

#### Februari
| Speelronde 20: 5 februari 2023, 14:30 uur                                                                                 | Feyenoord              | 2 – 2 (0 – 1) | PSV                    | Opstelling Feyenoord | Opstelling PSV |  |
| Stadion: Stadion Feijenoord, Rotterdam Toeschouwers: 47.500 Scheidsrechter: Danny Makkelie Video-assistent: Dennis Higler | Jahanbakhsh 81', 90+6' |               | 8' El Ghazi 68' Hazard | Wellenreuther, Pedersen, Geertruida , Hancko (Wålemark '84), López (Danilo '70), Timber (Bullaude '85), Wieffer, Kökçü , Paixão (Jahanbakhsh '62), Giménez, Dilrosun (Idrissi '70 ) | Benítez , Teze, Branthwaite, Obispo '64, Mwene (Van Aanholt '32), Sangaré , Til (Hazard '61), Veerman (Gutiérrez '61), El Ghazi (Bakayoko '17 (Ramalho '69 ( 70'))), De Jong (Silva '70), Simons |  |
| Stadion: Stadion Feijenoord, Rotterdam Toeschouwers: 47.500 Scheidsrechter: Danny Makkelie Video-assistent: Dennis Higler |                        |               |                        | Wellenreuther, Pedersen, Geertruida , Hancko (Wålemark '84), López (Danilo '70), Timber (Bullaude '85), Wieffer, Kökçü , Paixão (Jahanbakhsh '62), Giménez, Dilrosun (Idrissi '70 ) | Benítez , Teze, Branthwaite, Obispo '64, Mwene (Van Aanholt '32), Sangaré , Til (Hazard '61), Veerman (Gutiérrez '61), El Ghazi (Bakayoko '17 (Ramalho '69 ( 70'))), De Jong (Silva '70), Simons |  |
| Stadion: Stadion Feijenoord, Rotterdam Toeschouwers: 47.500 Scheidsrechter: Danny Makkelie Video-assistent: Dennis Higler |                        |               |                        | Wellenreuther, Pedersen, Geertruida , Hancko (Wålemark '84), López (Danilo '70), Timber (Bullaude '85), Wieffer, Kökçü , Paixão (Jahanbakhsh '62), Giménez, Dilrosun (Idrissi '70 ) | Benítez , Teze, Branthwaite, Obispo '64, Mwene (Van Aanholt '32), Sangaré , Til (Hazard '61), Veerman (Gutiérrez '61), El Ghazi (Bakayoko '17 (Ramalho '69 ( 70'))), De Jong (Silva '70), Simons |  |
| Bijz.: Boy Waterman van PSV kreeg als wisselspeler een gele kaart.                                                        |                        |               |                        | | |  |

| Speelronde 21: 11 februari 2023, 20:00 uur                                                                          | PSV                                                                   | 6 – 0 (1 – 0) | FC Groningen | Opstelling PSV | Opstelling FC Groningen |  |
| Stadion: Philips Stadion, Eindhoven Toeschouwers: 32.198 Scheidsrechter: Dennis Higler Video-assistent: Bas Nijhuis | De Jong 27' Simons 46' Branthwaite 69' Bakayoko 73' Silva 84' Til 88' |               |              | Benítez, Teze, Ramalho ( 72'), Branthwaite, Van Aanholt (Mauro Júnior '61), Sangaré (Gutiérrez '75), Simons (Saibari '72), Veerman, Bakayoko, De Jong (Silva '72), Hazard (Til '46) | Verrips, Dankerlui, Balker, Blokzijl, Määttä, Hove, Pelupessy , Suslov (Sher '52), Irandust (Antman '46), Pepi (Krüger '85), Manu (Oratmangoen '75) |  |
| Stadion: Philips Stadion, Eindhoven Toeschouwers: 32.198 Scheidsrechter: Dennis Higler Video-assistent: Bas Nijhuis |                                                                       |               |              | Benítez, Teze, Ramalho ( 72'), Branthwaite, Van Aanholt (Mauro Júnior '61), Sangaré (Gutiérrez '75), Simons (Saibari '72), Veerman, Bakayoko, De Jong (Silva '72), Hazard (Til '46) | Verrips, Dankerlui, Balker, Blokzijl, Määttä, Hove, Pelupessy , Suslov (Sher '52), Irandust (Antman '46), Pepi (Krüger '85), Manu (Oratmangoen '75) |  |
| Stadion: Philips Stadion, Eindhoven Toeschouwers: 32.198 Scheidsrechter: Dennis Higler Video-assistent: Bas Nijhuis |                                                                       |               |              | Benítez, Teze, Ramalho ( 72'), Branthwaite, Van Aanholt (Mauro Júnior '61), Sangaré (Gutiérrez '75), Simons (Saibari '72), Veerman, Bakayoko, De Jong (Silva '72), Hazard (Til '46) | Verrips, Dankerlui, Balker, Blokzijl, Määttä, Hove, Pelupessy , Suslov (Sher '52), Irandust (Antman '46), Pepi (Krüger '85), Manu (Oratmangoen '75) |  |
| |                                                                       |               |              | | |  |

| Speelronde 22: 19 februari 2023, 14:30 uur                                                                                | FC Utrecht                     | 2 – 2 (1 – 1) | PSV                      | Opstelling FC Utrecht | Opstelling PSV |  |
| Stadion: Stadion Galgenwaard, Utrecht Toeschouwers: 22.043 Scheidsrechter: Allard Lindhout Video-assistent: Rob Dieperink | Boussaid 33' Van de Streek 60' |               | 41' Bakayoko 57' De Jong | Barkas, Klaiber (Kluivert '88), Van der Hoorn ( 74'), Sagnan, Van der Maarel (Ter Avest '74), Brouwers, Jensen (Maeda '80), Van de Streek, Booth, Douvikas, Boussaid (Ramselaar '80) | Benítez, Teze, Branthwaite (Ramalho '71), Obispo, Van Aanholt (Mwene '80), Veerman, Til, Mauro Júnior (Gutiérrez '71), Bakayoko (Saibari '87), De Jong , Simons |  |
| Stadion: Stadion Galgenwaard, Utrecht Toeschouwers: 22.043 Scheidsrechter: Allard Lindhout Video-assistent: Rob Dieperink |                                |               |                          | Barkas, Klaiber (Kluivert '88), Van der Hoorn ( 74'), Sagnan, Van der Maarel (Ter Avest '74), Brouwers, Jensen (Maeda '80), Van de Streek, Booth, Douvikas, Boussaid (Ramselaar '80) | Benítez, Teze, Branthwaite (Ramalho '71), Obispo, Van Aanholt (Mwene '80), Veerman, Til, Mauro Júnior (Gutiérrez '71), Bakayoko (Saibari '87), De Jong , Simons |  |
| Stadion: Stadion Galgenwaard, Utrecht Toeschouwers: 22.043 Scheidsrechter: Allard Lindhout Video-assistent: Rob Dieperink |                                |               |                          | Barkas, Klaiber (Kluivert '88), Van der Hoorn ( 74'), Sagnan, Van der Maarel (Ter Avest '74), Brouwers, Jensen (Maeda '80), Van de Streek, Booth, Douvikas, Boussaid (Ramselaar '80) | Benítez, Teze, Branthwaite (Ramalho '71), Obispo, Van Aanholt (Mwene '80), Veerman, Til, Mauro Júnior (Gutiérrez '71), Bakayoko (Saibari '87), De Jong , Simons |  |
| Bijz.: Hoofdtrainer Ruud van Nistelrooij was ziek en werd vervangen door assistent-trainer Fred Rutten.                   |                                |               |                          | | |  |

| Speelronde 23: 26 februari 2023, 16:45 uur                                                                              | PSV                             | 3 – 1 (1 – 0) | FC Twente    | Opstelling PSV | Opstelling FC Twente |  |
| Stadion: Philips Stadion, Eindhoven Toeschouwers: 32.323 Scheidsrechter: Serdar Gözübüyük Video-assistent: Clay Ruperti | Silva 9' De Jong 57' Simons 74' |               | 47' Misidjan | Benítez, Mwene, Ramalho, Branthwaite, Mauro Júnior, Sangaré , Simons (Til '87), Veerman (Saibari '87), Bakayoko (Van Aanholt '63), De Jong , Silva (Gutiérrez '75) | Unnerstall ( 87'), Brenet (Cleonise '63), Hilgers, Pröpper (Pleguezuelo '87), Smal, Vlap, Zerrouki , Salah-Eddine (Steijn '76), Černý (Sampsted '63), Van Wolfswinkel (Ugalde '76), Misidjan |  |
| Stadion: Philips Stadion, Eindhoven Toeschouwers: 32.323 Scheidsrechter: Serdar Gözübüyük Video-assistent: Clay Ruperti |                                 |               |              | Benítez, Mwene, Ramalho, Branthwaite, Mauro Júnior, Sangaré , Simons (Til '87), Veerman (Saibari '87), Bakayoko (Van Aanholt '63), De Jong , Silva (Gutiérrez '75) | Unnerstall ( 87'), Brenet (Cleonise '63), Hilgers, Pröpper (Pleguezuelo '87), Smal, Vlap, Zerrouki , Salah-Eddine (Steijn '76), Černý (Sampsted '63), Van Wolfswinkel (Ugalde '76), Misidjan |  |
| Stadion: Philips Stadion, Eindhoven Toeschouwers: 32.323 Scheidsrechter: Serdar Gözübüyük Video-assistent: Clay Ruperti |                                 |               |              | Benítez, Mwene, Ramalho, Branthwaite, Mauro Júnior, Sangaré , Simons (Til '87), Veerman (Saibari '87), Bakayoko (Van Aanholt '63), De Jong , Silva (Gutiérrez '75) | Unnerstall ( 87'), Brenet (Cleonise '63), Hilgers, Pröpper (Pleguezuelo '87), Smal, Vlap, Zerrouki , Salah-Eddine (Steijn '76), Černý (Sampsted '63), Van Wolfswinkel (Ugalde '76), Misidjan |  |
| |                                 |               |              | | |  |

#### Maart
| Speelronde 24: 5 maart 2023, 14:30 uur                                                                                            | RKC Waalwijk | 0 – 1 (0 – 1) | PSV          | Opstelling RKC Waalwijk | Opstelling PSV |  |
| Stadion: Mandemakers Stadion, Waalwijk Toeschouwers: 7.419 Scheidsrechter: Martin van den Kerkhof Video-assistent: Pol van Boekel |              |               | 35' Bakayoko | Vaessen, Lelieveld, Gaari , Nieuwpoort, Van den Buijs (Jozefzoon '66), Lutonda (Bakkali '80), Bel Hassani (Lobete '66), Anita (Biereth '88), Clement (Oukili '66), Kramer , Seuntjens | Drommel, Mwene, Ramalho ( 56'), Branthwaite, Van Aanholt , Sangaré , Simons, Veerman (Saibari '88), Bakayoko (Gutiérrez '64), De Jong (El Ghazi '56 ), Silva |  |
| Stadion: Mandemakers Stadion, Waalwijk Toeschouwers: 7.419 Scheidsrechter: Martin van den Kerkhof Video-assistent: Pol van Boekel |              |               |              | Vaessen, Lelieveld, Gaari , Nieuwpoort, Van den Buijs (Jozefzoon '66), Lutonda (Bakkali '80), Bel Hassani (Lobete '66), Anita (Biereth '88), Clement (Oukili '66), Kramer , Seuntjens | Drommel, Mwene, Ramalho ( 56'), Branthwaite, Van Aanholt , Sangaré , Simons, Veerman (Saibari '88), Bakayoko (Gutiérrez '64), De Jong (El Ghazi '56 ), Silva |  |
| Stadion: Mandemakers Stadion, Waalwijk Toeschouwers: 7.419 Scheidsrechter: Martin van den Kerkhof Video-assistent: Pol van Boekel |              |               |              | Vaessen, Lelieveld, Gaari , Nieuwpoort, Van den Buijs (Jozefzoon '66), Lutonda (Bakkali '80), Bel Hassani (Lobete '66), Anita (Biereth '88), Clement (Oukili '66), Kramer , Seuntjens | Drommel, Mwene, Ramalho ( 56'), Branthwaite, Van Aanholt , Sangaré , Simons, Veerman (Saibari '88), Bakayoko (Gutiérrez '64), De Jong (El Ghazi '56 ), Silva |  |
| |              |               |              | | |  |

| Speelronde 25: 12 maart 2023, 16:45 uur                                                                                            | PSV                                                           | 5 – 2 (1 – 1) | SC Cambuur           | Opstelling PSV | Opstelling SC Cambuur |  |
| Stadion: Philips Stadion, Eindhoven Toeschouwers: 30.167 Scheidsrechter: Jannick van der Laan Video-assistent: Sander van der Eijk | Simons 25' Van Aanholt 54' El Ghazi 56', 88' Silva 65' (pen.) |               | 22' Balk 61' Johnsen | Drommel, Mwene, Ramalho , Branthwaite, Van Aanholt (Boscagli '83), Sangaré, Til (Gutiérrez '79), Veerman, Bakayoko (El Ghazi '46), Silva (Saibari '89), Simons (Ledezma '89) | Ruiter, Schmidt (Van Wermeskerken '62), Bergsma, Smand, Bangura , Van Kaam, Paulissen (Hoedemakers '62), Foor, Balk (Van der Water '62 (Maulun '80)), Johnsen, Mahi (Jacobs '75) |  |
| Stadion: Philips Stadion, Eindhoven Toeschouwers: 30.167 Scheidsrechter: Jannick van der Laan Video-assistent: Sander van der Eijk |                                                               |               |                      | Drommel, Mwene, Ramalho , Branthwaite, Van Aanholt (Boscagli '83), Sangaré, Til (Gutiérrez '79), Veerman, Bakayoko (El Ghazi '46), Silva (Saibari '89), Simons (Ledezma '89) | Ruiter, Schmidt (Van Wermeskerken '62), Bergsma, Smand, Bangura , Van Kaam, Paulissen (Hoedemakers '62), Foor, Balk (Van der Water '62 (Maulun '80)), Johnsen, Mahi (Jacobs '75) |  |
| Stadion: Philips Stadion, Eindhoven Toeschouwers: 30.167 Scheidsrechter: Jannick van der Laan Video-assistent: Sander van der Eijk |                                                               |               |                      | Drommel, Mwene, Ramalho , Branthwaite, Van Aanholt (Boscagli '83), Sangaré, Til (Gutiérrez '79), Veerman, Bakayoko (El Ghazi '46), Silva (Saibari '89), Simons (Ledezma '89) | Ruiter, Schmidt (Van Wermeskerken '62), Bergsma, Smand, Bangura , Van Kaam, Paulissen (Hoedemakers '62), Foor, Balk (Van der Water '62 (Maulun '80)), Johnsen, Mahi (Jacobs '75) |  |
| |                                                               |               |                      | | |  |

| Speelronde 26: 19 maart 2023, 16:45 uur                                                                      | Vitesse            | 1 – 1 (0 – 1) | PSV       | Opstelling Vitesse | Opstelling PSV |  |
| Stadion: GelreDome, Arnhem Toeschouwers: 17.416 Scheidsrechter: Pol van Boekel Video-assistent: Martin Pérez | Sangaré 61' (e.d.) |               | 8' Simons | Scherpen, Flamingo (Arcus '12), Oroz, Isimat-Mirin, Cornelisse, Meulensteen, Tronstad , Van Ginkel, Manhoef (Jonathans '89), Kozłowski (Vidović '66), Bero | Drommel, Mwene, Ramalho (Hazard '84), Branthwaite (Obispo '66 (Boscagli '90+3)), Van Aanholt, Sangaré, Simons, Veerman, El Ghazi (Bakayoko '46), De Jong , Silva |  |
| Stadion: GelreDome, Arnhem Toeschouwers: 17.416 Scheidsrechter: Pol van Boekel Video-assistent: Martin Pérez |                    |               |           | Scherpen, Flamingo (Arcus '12), Oroz, Isimat-Mirin, Cornelisse, Meulensteen, Tronstad , Van Ginkel, Manhoef (Jonathans '89), Kozłowski (Vidović '66), Bero | Drommel, Mwene, Ramalho (Hazard '84), Branthwaite (Obispo '66 (Boscagli '90+3)), Van Aanholt, Sangaré, Simons, Veerman, El Ghazi (Bakayoko '46), De Jong , Silva |  |
| Stadion: GelreDome, Arnhem Toeschouwers: 17.416 Scheidsrechter: Pol van Boekel Video-assistent: Martin Pérez |                    |               |           | Scherpen, Flamingo (Arcus '12), Oroz, Isimat-Mirin, Cornelisse, Meulensteen, Tronstad , Van Ginkel, Manhoef (Jonathans '89), Kozłowski (Vidović '66), Bero | Drommel, Mwene, Ramalho (Hazard '84), Branthwaite (Obispo '66 (Boscagli '90+3)), Van Aanholt, Sangaré, Simons, Veerman, El Ghazi (Bakayoko '46), De Jong , Silva |  |
| |                    |               |           | | |  |

#### April
| Speelronde 27: 1 april 2023, 20:00 uur                                                                                 | N.E.C.           | 2 – 4 (0 – 3) | PSV                                      | Opstelling N.E.C. | Opstelling PSV |  |
| Stadion: Goffertstadion, Nijmegen Toeschouwers: 12.500 Scheidsrechter: Edwin van de Graaf Video-assistent: Bas Nijhuis | Tannane 59', 87' |               | 7', 50' De Jong 21' Boscagli 39' Veerman | Cillessen, Van Rooij , Márquez , Sandler (Kramer '78), El Karouani (Bruijn '86), Schöne , Tannane, Proper, Tavşan (Cissoko '68), Dimata, Mattsson (Marques '68) | Drommel, Mwene (Teze '46), Ramalho ( 83') , Boscagli, Van Aanholt, Gutiérrez , Til, Veerman (Sangaré '65), Bakayoko (Saibari '90+2), De Jong (Silva '83), Simons (Hazard '65) |  |
| Stadion: Goffertstadion, Nijmegen Toeschouwers: 12.500 Scheidsrechter: Edwin van de Graaf Video-assistent: Bas Nijhuis |                  |               |                                          | Cillessen, Van Rooij , Márquez , Sandler (Kramer '78), El Karouani (Bruijn '86), Schöne , Tannane, Proper, Tavşan (Cissoko '68), Dimata, Mattsson (Marques '68) | Drommel, Mwene (Teze '46), Ramalho ( 83') , Boscagli, Van Aanholt, Gutiérrez , Til, Veerman (Sangaré '65), Bakayoko (Saibari '90+2), De Jong (Silva '83), Simons (Hazard '65) |  |
| Stadion: Goffertstadion, Nijmegen Toeschouwers: 12.500 Scheidsrechter: Edwin van de Graaf Video-assistent: Bas Nijhuis |                  |               |                                          | Cillessen, Van Rooij , Márquez , Sandler (Kramer '78), El Karouani (Bruijn '86), Schöne , Tannane, Proper, Tavşan (Cissoko '68), Dimata, Mattsson (Marques '68) | Drommel, Mwene (Teze '46), Ramalho ( 83') , Boscagli, Van Aanholt, Gutiérrez , Til, Veerman (Sangaré '65), Bakayoko (Saibari '90+2), De Jong (Silva '83), Simons (Hazard '65) |  |
| |                  |               |                                          | | |  |

| Speelronde 28: 8 april 2023, 20:00 uur                                                                               | PSV                                            | 4 – 0 (1 – 0) | Excelsior | Opstelling PSV | Opstelling Excelsior |  |
| Stadion: Philips Stadion, Eindhoven Toeschouwers: 36.003 Scheidsrechter: Rob Dieperink Video-assistent: Martin Pérez | De Jong 12' Simons 78' Silva 82' Gutiérrez 87' |               |           | Benítez ( 63'), Teze, Ramalho ( 46') (Branthwaite '63), Boscagli, Van Aanholt, Veerman, Simons (Hazard '83), Gutiérrez, Bakayoko (El Ghazi '63), De Jong (Til '46), Silva | Van Gassel , Horemans (Eijgenraam '83), Nieuwpoort (Seymor '7), El Yaakoubi, Pierie (Ayoub '65 ), Zagre (Tjoe-A-On '74), Goudmijn, Koopmeiners (Naujoks '65), Baas , Driouech (Agrafiotis '74), Lamprou |  |
| Stadion: Philips Stadion, Eindhoven Toeschouwers: 36.003 Scheidsrechter: Rob Dieperink Video-assistent: Martin Pérez |                                                |               |           | Benítez ( 63'), Teze, Ramalho ( 46') (Branthwaite '63), Boscagli, Van Aanholt, Veerman, Simons (Hazard '83), Gutiérrez, Bakayoko (El Ghazi '63), De Jong (Til '46), Silva | Van Gassel , Horemans (Eijgenraam '83), Nieuwpoort (Seymor '7), El Yaakoubi, Pierie (Ayoub '65 ), Zagre (Tjoe-A-On '74), Goudmijn, Koopmeiners (Naujoks '65), Baas , Driouech (Agrafiotis '74), Lamprou |  |
| Stadion: Philips Stadion, Eindhoven Toeschouwers: 36.003 Scheidsrechter: Rob Dieperink Video-assistent: Martin Pérez |                                                |               |           | Benítez ( 63'), Teze, Ramalho ( 46') (Branthwaite '63), Boscagli, Van Aanholt, Veerman, Simons (Hazard '83), Gutiérrez, Bakayoko (El Ghazi '63), De Jong (Til '46), Silva | Van Gassel , Horemans (Eijgenraam '83), Nieuwpoort (Seymor '7), El Yaakoubi, Pierie (Ayoub '65 ), Zagre (Tjoe-A-On '74), Goudmijn, Koopmeiners (Naujoks '65), Baas , Driouech (Agrafiotis '74), Lamprou |  |
| |                                                |               |           | | |  |

| Speelronde 29: 16 april 2023, 14:30 uur                                                                          | FC Volendam                  | 2 – 3 (0 – 2) | PSV                      | Opstelling FC Volendam | Opstelling PSV |  |
| Stadion: Kras Stadion, Volendam Toeschouwers: 6.678 Scheidsrechter: Allard Lindhout Video-assistent: Erwin Blank | Mbuyamba 55' Van Mieghem 61' |               | 33' De Jong 40', 58' Til | Stanković, Buur (Benamar '86), Plat, Mirani, Mbuyamba, Murkin, Twigt, Eiting , Oristanio (W. Ould-Chikh '85), Van Mieghem, H. Veerman (Antonucci '75) | Benítez, Teze (Saibari '86), Ramalho ( 76'), Branthwaite , Van Aanholt, Gutiérrez, Til (Sangaré '76), J. Veerman, Bakayoko (El Ghazi '69), De Jong (Silva '76), Simons (Hazard '69) |  |
| Stadion: Kras Stadion, Volendam Toeschouwers: 6.678 Scheidsrechter: Allard Lindhout Video-assistent: Erwin Blank |                              |               |                          | Stanković, Buur (Benamar '86), Plat, Mirani, Mbuyamba, Murkin, Twigt, Eiting , Oristanio (W. Ould-Chikh '85), Van Mieghem, H. Veerman (Antonucci '75) | Benítez, Teze (Saibari '86), Ramalho ( 76'), Branthwaite , Van Aanholt, Gutiérrez, Til (Sangaré '76), J. Veerman, Bakayoko (El Ghazi '69), De Jong (Silva '76), Simons (Hazard '69) |  |
| Stadion: Kras Stadion, Volendam Toeschouwers: 6.678 Scheidsrechter: Allard Lindhout Video-assistent: Erwin Blank |                              |               |                          | Stanković, Buur (Benamar '86), Plat, Mirani, Mbuyamba, Murkin, Twigt, Eiting , Oristanio (W. Ould-Chikh '85), Van Mieghem, H. Veerman (Antonucci '75) | Benítez, Teze (Saibari '86), Ramalho ( 76'), Branthwaite , Van Aanholt, Gutiérrez, Til (Sangaré '76), J. Veerman, Bakayoko (El Ghazi '69), De Jong (Silva '76), Simons (Hazard '69) |  |
| |                              |               |                          | | |  |

| Speelronde 30: 23 april 2023, 14:30 uur | PSV                                | 3 – 0 (1 – 0) | Ajax | Opstelling PSV | Opstelling Ajax |  |
| Stadion: Philips Stadion, Eindhoven Toeschouwers: 35.500 Scheidsrechter: Serdar Gözübüyük Video-assistent: Pol van Boekel                                                                                            | De Jong 13', 78' Simons 54' (pen.) |               |      | Benítez ( 86'), Teze, Ramalho (Boscagli '73), Branthwaite, Van Aanholt, Sangaré , Til (Gutiérrez '66), Veerman, Bakayoko (Hazard '65), De Jong (Silva '86), Simons (Saibari '86) | Rulli , Sánchez (Lucca '85), Timber, Bassey (Brobbey '46), Hato, Taylor, Klaassen, Grillitsch, Berghuis , Tadić , Bergwijn |  |
| Stadion: Philips Stadion, Eindhoven Toeschouwers: 35.500 Scheidsrechter: Serdar Gözübüyük Video-assistent: Pol van Boekel                                                                                            |                                    |               |      | Benítez ( 86'), Teze, Ramalho (Boscagli '73), Branthwaite, Van Aanholt, Sangaré , Til (Gutiérrez '66), Veerman, Bakayoko (Hazard '65), De Jong (Silva '86), Simons (Saibari '86) | Rulli , Sánchez (Lucca '85), Timber, Bassey (Brobbey '46), Hato, Taylor, Klaassen, Grillitsch, Berghuis , Tadić , Bergwijn |  |
| Stadion: Philips Stadion, Eindhoven Toeschouwers: 35.500 Scheidsrechter: Serdar Gözübüyük Video-assistent: Pol van Boekel                                                                                            |                                    |               |      | Benítez ( 86'), Teze, Ramalho (Boscagli '73), Branthwaite, Van Aanholt, Sangaré , Til (Gutiérrez '66), Veerman, Bakayoko (Hazard '65), De Jong (Silva '86), Simons (Saibari '86) | Rulli , Sánchez (Lucca '85), Timber, Bassey (Brobbey '46), Hato, Taylor, Klaassen, Grillitsch, Berghuis , Tadić , Bergwijn |  |
| Bijz.: De wedstrijd werd in de 60e minuut met een kwartier tijdelijk gestaakt doordat er bekertjes met vloeistof op het veld werden gegooid. Dit is volgens de aangescherpte maatregelen van de KNVB bij incidenten. |                                    |               |      | | |  |

#### Mei
| Speelronde 31: 6 mei 2023, 18:45 uur                                                                              | Sparta Rotterdam | 0 – 1 (0 – 0) | PSV          | Opstelling Sparta Rotterdam | Opstelling PSV |  |
| Stadion: Het Kasteel, Rotterdam Toeschouwers: 10.599 Scheidsrechter: Jeroen Manschot Video-assistent: Erwin Blank |                  |               | 74' El Ghazi | Olij, Abels, Vriends (Auassar '64 ( 64')), Eerdhuijzen, Pinto, Verschueren, Namli (De Guzman '80 ), Kitolano, V. van Crooij, Lauritsen, Saito (Tahiri '90+3) | Benítez, Teze (Mwene '46), Ramalho ( 61'), Branthwaite, Van Aanholt, Gutiérrez, Til (Boscagli '88), Veerman, Bakayoko (El Ghazi '46), De Jong (Silva '61), Simons |  |
| Stadion: Het Kasteel, Rotterdam Toeschouwers: 10.599 Scheidsrechter: Jeroen Manschot Video-assistent: Erwin Blank |                  |               |              | Olij, Abels, Vriends (Auassar '64 ( 64')), Eerdhuijzen, Pinto, Verschueren, Namli (De Guzman '80 ), Kitolano, V. van Crooij, Lauritsen, Saito (Tahiri '90+3) | Benítez, Teze (Mwene '46), Ramalho ( 61'), Branthwaite, Van Aanholt, Gutiérrez, Til (Boscagli '88), Veerman, Bakayoko (El Ghazi '46), De Jong (Silva '61), Simons |  |
| Stadion: Het Kasteel, Rotterdam Toeschouwers: 10.599 Scheidsrechter: Jeroen Manschot Video-assistent: Erwin Blank |                  |               |              | Olij, Abels, Vriends (Auassar '64 ( 64')), Eerdhuijzen, Pinto, Verschueren, Namli (De Guzman '80 ), Kitolano, V. van Crooij, Lauritsen, Saito (Tahiri '90+3) | Benítez, Teze (Mwene '46), Ramalho ( 61'), Branthwaite, Van Aanholt, Gutiérrez, Til (Boscagli '88), Veerman, Bakayoko (El Ghazi '46), De Jong (Silva '61), Simons |  |
| |                  |               |              | | |  |

| Speelronde 32: 14 mei 2023, 20:00 uur                                                                                            | PSV                    | 2 – 1 (1 – 1) | Fortuna Sittard | Opstelling PSV | Opstelling Fortuna Sittard |  |
| Stadion: Philips Stadion, Eindhoven Toeschouwers: 33.400 Scheidsrechter: Jochem Kamphuis Video-assistent: Martin van den Kerkhof | De Jong 25' Simons 82' |               | 4' Gladon       | Benítez, Teze (Mwene '46), Ramalho ( 60'), Branthwaite, Van Aanholt, Sangaré, Til (Hazard '46), Veerman (Gutiérrez '84), Bakayoko (El Ghazi '46), De Jong (Silva '60), Simons | Pandur , Pinto , Guth, Siovas , Cox (Radić '87), Noslin (Vita '71), Erdoğan , Córdoba (Ferati '71), Duarte (Taşçı '87), Embaló (Cangiano '75), Gladon |  |
| Stadion: Philips Stadion, Eindhoven Toeschouwers: 33.400 Scheidsrechter: Jochem Kamphuis Video-assistent: Martin van den Kerkhof |                        |               |                 | Benítez, Teze (Mwene '46), Ramalho ( 60'), Branthwaite, Van Aanholt, Sangaré, Til (Hazard '46), Veerman (Gutiérrez '84), Bakayoko (El Ghazi '46), De Jong (Silva '60), Simons | Pandur , Pinto , Guth, Siovas , Cox (Radić '87), Noslin (Vita '71), Erdoğan , Córdoba (Ferati '71), Duarte (Taşçı '87), Embaló (Cangiano '75), Gladon |  |
| Stadion: Philips Stadion, Eindhoven Toeschouwers: 33.400 Scheidsrechter: Jochem Kamphuis Video-assistent: Martin van den Kerkhof |                        |               |                 | Benítez, Teze (Mwene '46), Ramalho ( 60'), Branthwaite, Van Aanholt, Sangaré, Til (Hazard '46), Veerman (Gutiérrez '84), Bakayoko (El Ghazi '46), De Jong (Silva '60), Simons | Pandur , Pinto , Guth, Siovas , Cox (Radić '87), Noslin (Vita '71), Erdoğan , Córdoba (Ferati '71), Duarte (Taşçı '87), Embaló (Cangiano '75), Gladon |  |
| |                        |               |                 | | |  |

| Speelronde 33: 21 mei 2023, 14:30 uur                                                                                     | PSV                                       | 3 – 3 (1 – 2) | sc Heerenveen                     | Opstelling PSV | Opstelling sc Heerenveen |  |
| Stadion: Philips Stadion, Eindhoven Toeschouwers: 33.900 Scheidsrechter: Allard Lindhout Video-assistent: Jochem Kamphuis | Sangaré 14' De Jong 79' Simons 86' (pen.) |               | 33' Van Ewijk 45+1', 58' Colassin | Benítez, Mwene , Ramalho , Branthwaite, Van Aanholt (Bakayoko '69), Sangaré, Til (Hazard '55 ), Veerman, El Ghazi (Silva '55), De Jong , Simons | Mous, Van Ewijk, Bruma , Van Ottele, Köhlert , Sahraoui, Haye , Colassin (Van Amersfoort '74), Olsson (Halilović '61), Van Hooijdonk (Karlsbakk '90+4), Tahiri |  |
| Stadion: Philips Stadion, Eindhoven Toeschouwers: 33.900 Scheidsrechter: Allard Lindhout Video-assistent: Jochem Kamphuis |                                           |               |                                   | Benítez, Mwene , Ramalho , Branthwaite, Van Aanholt (Bakayoko '69), Sangaré, Til (Hazard '55 ), Veerman, El Ghazi (Silva '55), De Jong , Simons | Mous, Van Ewijk, Bruma , Van Ottele, Köhlert , Sahraoui, Haye , Colassin (Van Amersfoort '74), Olsson (Halilović '61), Van Hooijdonk (Karlsbakk '90+4), Tahiri |  |
| Stadion: Philips Stadion, Eindhoven Toeschouwers: 33.900 Scheidsrechter: Allard Lindhout Video-assistent: Jochem Kamphuis |                                           |               |                                   | Benítez, Mwene , Ramalho , Branthwaite, Van Aanholt (Bakayoko '69), Sangaré, Til (Hazard '55 ), Veerman, El Ghazi (Silva '55), De Jong , Simons | Mous, Van Ewijk, Bruma , Van Ottele, Köhlert , Sahraoui, Haye , Colassin (Van Amersfoort '74), Olsson (Halilović '61), Van Hooijdonk (Karlsbakk '90+4), Tahiri |  |
| |                                           |               |                                   | | |  |

| Speelronde 34: 28 mei 2023, 14:30 uur                                                                                      | AZ                  | 1 – 2 (0 – 0) | PSV               | Opstelling AZ | Opstelling PSV |  |
| Stadion: AFAS Stadion, Alkmaar Toeschouwers: 18.774 Scheidsrechter: Danny Makkelie Video-assistent: Martin van den Kerkhof | Karlsson 84' (pen.) |               | 65', 90+8' Simons | Ryan, Sugawara, Beukema (Bazoer '77), Hatzidiakos, Kerkez, Reijnders, Mijnans (Mihailovic '68), Clasie , Van Brederode (Lahdo '68), Pavlidis (D. de Wit '76), Karlsson | Benítez , Mwene, Ramalho (Teze '56), Branthwaite, Van Aanholt (Boscagli '82), Sangaré, Til (Gutiérrez '87), Veerman , El Ghazi '90+2, De Jong , Simons |  |
| Stadion: AFAS Stadion, Alkmaar Toeschouwers: 18.774 Scheidsrechter: Danny Makkelie Video-assistent: Martin van den Kerkhof |                     |               |                   | Ryan, Sugawara, Beukema (Bazoer '77), Hatzidiakos, Kerkez, Reijnders, Mijnans (Mihailovic '68), Clasie , Van Brederode (Lahdo '68), Pavlidis (D. de Wit '76), Karlsson | Benítez , Mwene, Ramalho (Teze '56), Branthwaite, Van Aanholt (Boscagli '82), Sangaré, Til (Gutiérrez '87), Veerman , El Ghazi '90+2, De Jong , Simons |  |
| Stadion: AFAS Stadion, Alkmaar Toeschouwers: 18.774 Scheidsrechter: Danny Makkelie Video-assistent: Martin van den Kerkhof |                     |               |                   | Ryan, Sugawara, Beukema (Bazoer '77), Hatzidiakos, Kerkez, Reijnders, Mijnans (Mihailovic '68), Clasie , Van Brederode (Lahdo '68), Pavlidis (D. de Wit '76), Karlsson | Benítez , Mwene, Ramalho (Teze '56), Branthwaite, Van Aanholt (Boscagli '82), Sangaré, Til (Gutiérrez '87), Veerman , El Ghazi '90+2, De Jong , Simons |  |
| |                     |               |                   | | |  |

### Statistieken

#### Eindstand in Nederlandse Eredivisie
| Stand | Gespeeld | Gewonnen | Gelijk | Verloren | Punten | Doelpunten voor | Doelpunten tegen | Gele kaarten | Twee gele kaarten | Rode kaarten |
| ----- | -------- | -------- | ------ | -------- | ------ | --------------- | ---------------- | ------------ | ----------------- | ------------ |
| 2e    | 34       | 23       | 6      | 5        | 75     | 89              | 40               | 46           | 1                 | 2            |

#### Punten, stand en doelpunten per speelronde
| Speelronde                            | 1  | 2  | 3   | 4   | 5   | 6   | 7   | 8   | 9   | 10  | 11  | 12  | 13  | 14  | 15  | 16  | 17  | 18  | 19  | 20  | 21  | 22  | 23  | 24  | 25  | 26  | 27  | 28  | 29  | 30  | 31  | 32  | 33  | 34  | Totaal |
| ------------------------------------- | -- | -- | --- | --- | --- | --- | --- | --- | --- | --- | --- | --- | --- | --- | --- | --- | --- | --- | --- | --- | --- | --- | --- | --- | --- | --- | --- | --- | --- | --- | --- | --- | --- | --- | ------ |
| Aantal punten per speelronde          | 3  | 3  | 3   | 3   | 0   | 3   | 3   | 0   | 3   | 3   | 0   | 3   | 3   | 0   | 1   | 1   | 3   | 0   | 3   | 1   | 3   | 1   | 3   | 3   | 3   | 1   | 3   | 3   | 3   | 3   | 3   | 3   | 1   | 3   | 75     |
| Aantal punten na speelronde           | 3  | 6  | 9   | 12  | 12  | 15  | 18  | 18  | 21  | 24  | 24  | 27  | 30  | 30  | 31  | 32  | 35  | 35  | 38  | 39  | 42  | 43  | 46  | 49  | 52  | 53  | 56  | 59  | 62  | 65  | 68  | 71  | 72  | 75  | 75     |
| Stand na speelronde                   | 2e | 2e | 1e  | 1e  | 4e  | 3e  | 1e  | 3e  | 3e  | 2e  | 2e  | 2e  | 1e  | 3e  | 3e  | 4e  | 3e  | 3e  | 3e  | 4e  | 4e  | 4e  | 4e  | 4e  | 4e  | 3e  | 3e  | 3e  | 3e  | 2e  | 2e  | 2e  | 2e  | 2e  | 2e     |
| Aantal doelpunten per speelronde      | 4  | 5  | 7   | 6   | 1   | 1   | 4   | 0   | 1   | 6   | 2   | 3   | 2   | 0   | 0   | 2   | 1   | 0   | 2   | 2   | 6   | 2   | 3   | 1   | 5   | 1   | 4   | 4   | 3   | 3   | 1   | 2   | 3   | 2   | 89     |
| Aantal tegendoelpunten per speelronde | 1  | 2  | 1   | 1   | 2   | 0   | 3   | 3   | 0   | 1   | 4   | 0   | 1   | 1   | 0   | 2   | 0   | 1   | 0   | 2   | 0   | 2   | 1   | 0   | 2   | 1   | 2   | 0   | 2   | 0   | 0   | 1   | 3   | 1   | 40     |
| Doelsaldo na speelronde               | +3 | +6 | +12 | +17 | +16 | +17 | +18 | +15 | +16 | +21 | +19 | +22 | +23 | +22 | +22 | +22 | +23 | +22 | +24 | +24 | +30 | +30 | +32 | +33 | +36 | +36 | +38 | +42 | +43 | +46 | +47 | +48 | +48 | +49 | +49    |

## Champions League

#### Derde kwalificatieronde
| Wedstrijd 1/2: 2 augustus 2022, 20:00 uur                                                                      | AS Monaco  | 1 – 1 (0 – 1) | PSV         | Opstelling AS Monaco | Opstelling PSV |  |
| Stadion: Stade Louis II, Monaco Toeschouwers: 10.802 Scheidsrechter: Davide Massa Video-assistent: Marco Guida | Disasi 80' |               | 38' Veerman | Nübel, Vanderson, Disasi ( 84'), Maripán, Jakobs , Golovin (Embolo '76), Matazo , Volland (Martins '76), Fofana, Minamino (Diatta '67), Ben Yedder (Diop '84) | Benítez, Mwene (Oppegård '75), Teze, Obispo, Max (Ramalho '61), Til (Gutiérrez '61 ), Sangaré (Van Ginkel '78), Veerman , Saibari (Simons '75), De Jong , Gakpo |  |
| Stadion: Stade Louis II, Monaco Toeschouwers: 10.802 Scheidsrechter: Davide Massa Video-assistent: Marco Guida |            |               |             | Nübel, Vanderson, Disasi ( 84'), Maripán, Jakobs , Golovin (Embolo '76), Matazo , Volland (Martins '76), Fofana, Minamino (Diatta '67), Ben Yedder (Diop '84) | Benítez, Mwene (Oppegård '75), Teze, Obispo, Max (Ramalho '61), Til (Gutiérrez '61 ), Sangaré (Van Ginkel '78), Veerman , Saibari (Simons '75), De Jong , Gakpo |  |
| Stadion: Stade Louis II, Monaco Toeschouwers: 10.802 Scheidsrechter: Davide Massa Video-assistent: Marco Guida |            |               |             | Nübel, Vanderson, Disasi ( 84'), Maripán, Jakobs , Golovin (Embolo '76), Matazo , Volland (Martins '76), Fofana, Minamino (Diatta '67), Ben Yedder (Diop '84) | Benítez, Mwene (Oppegård '75), Teze, Obispo, Max (Ramalho '61), Til (Gutiérrez '61 ), Sangaré (Van Ginkel '78), Veerman , Saibari (Simons '75), De Jong , Gakpo |  |
| |            |               |             | | |  |

| Wedstrijd 2/2: 9 augustus 2022, 20:30 uur                                                                                       | PSV                                    | 3 – 2 (n.v.) 2 – 2 (1 – 0) | AS Monaco                  | Opstelling PSV | Opstelling AS Monaco |  |
| Stadion: Philips Stadion, Eindhoven Toeschouwers: 35.000 Scheidsrechter: Jesús Gil Manzano Video-assistent: Alejandro Hernández | Veerman 21' Gutiérrez 89' De Jong 109' |                            | 58' Maripán 70' Ben Yedder | Benítez, Mwene (Bakayoko '77), Teze, Obispo (Van Ginkel '89), Max (Oppegård '77), Sangaré , Til (Gutiérrez '65), Veerman (Branthwaite '107), Saibari (Ramalho '65 ), De Jong , Gakpo | Nübel, Vanderson , Disasi ( 82'), Maripán , Jakobs (Henrique '53), Minamino (Martins '68), Fofana, Matazo (Jean Lucas '106), Golovin (Diatta '53), Ben Yedder (Diop '82), Volland (Embolo '46) |  |
| Stadion: Philips Stadion, Eindhoven Toeschouwers: 35.000 Scheidsrechter: Jesús Gil Manzano Video-assistent: Alejandro Hernández |                                        |                            |                            | Benítez, Mwene (Bakayoko '77), Teze, Obispo (Van Ginkel '89), Max (Oppegård '77), Sangaré , Til (Gutiérrez '65), Veerman (Branthwaite '107), Saibari (Ramalho '65 ), De Jong , Gakpo | Nübel, Vanderson , Disasi ( 82'), Maripán , Jakobs (Henrique '53), Minamino (Martins '68), Fofana, Matazo (Jean Lucas '106), Golovin (Diatta '53), Ben Yedder (Diop '82), Volland (Embolo '46) |  |
| Stadion: Philips Stadion, Eindhoven Toeschouwers: 35.000 Scheidsrechter: Jesús Gil Manzano Video-assistent: Alejandro Hernández |                                        |                            |                            | Benítez, Mwene (Bakayoko '77), Teze, Obispo (Van Ginkel '89), Max (Oppegård '77), Sangaré , Til (Gutiérrez '65), Veerman (Branthwaite '107), Saibari (Ramalho '65 ), De Jong , Gakpo | Nübel, Vanderson , Disasi ( 82'), Maripán , Jakobs (Henrique '53), Minamino (Martins '68), Fofana, Matazo (Jean Lucas '106), Golovin (Diatta '53), Ben Yedder (Diop '82), Volland (Embolo '46) |  |
| Bijz.: Totaalscore: PSV – AS Monaco: 4 – 3                                                                                      |                                        |                            |                            | | |  |

#### Play-offronde
| Wedstrijd 1/2: 16 augustus 2022, 21:00 uur                                                                               | Rangers FC             | 2 – 2 (1 – 1) | PSV                    | Opstelling Rangers FC | Opstelling PSV                                                                                                |  |
| Stadion: Ibrox Stadium, Glasgow Toeschouwers: 49.097 Scheidsrechter: Daniele Orsato Video-assistent: Massimiliano Irrati | Čolak 40' Lawrence 70' |               | 37' Sangaré 78' Obispo | McLaughlin, Tavernier , Goldson , Sands, Barišić, Lundstram, Davies (Kamara '71), Lawrence, Tillman (S. Wright '71), Čolak, Kent | Benítez, Teze, Ramalho, Obispo (Branthwaite '78), Max, Sangaré, Veerman, Gutiérrez, Saibari , De Jong , Gakpo |  |
| Stadion: Ibrox Stadium, Glasgow Toeschouwers: 49.097 Scheidsrechter: Daniele Orsato Video-assistent: Massimiliano Irrati |                        |               |                        | McLaughlin, Tavernier , Goldson , Sands, Barišić, Lundstram, Davies (Kamara '71), Lawrence, Tillman (S. Wright '71), Čolak, Kent | Benítez, Teze, Ramalho, Obispo (Branthwaite '78), Max, Sangaré, Veerman, Gutiérrez, Saibari , De Jong , Gakpo |  |
| Stadion: Ibrox Stadium, Glasgow Toeschouwers: 49.097 Scheidsrechter: Daniele Orsato Video-assistent: Massimiliano Irrati |                        |               |                        | McLaughlin, Tavernier , Goldson , Sands, Barišić, Lundstram, Davies (Kamara '71), Lawrence, Tillman (S. Wright '71), Čolak, Kent | Benítez, Teze, Ramalho, Obispo (Branthwaite '78), Max, Sangaré, Veerman, Gutiérrez, Saibari , De Jong , Gakpo |  |
| |                        |               |                        | | |  |

| Wedstrijd 2/2: 24 augustus 2022, 21:00 uur                                                                                              | PSV | 0 – 1 (0 – 0) | Rangers FC | Opstelling PSV | Opstelling Rangers FC |  |
| Stadion: Philips Stadion, Eindhoven Toeschouwers: 34.893 Scheidsrechter: Szymon Marciniak Video-assistent: Tomasz Kwiatkowski           |     |               | 60' Čolak  | Benítez, Teze, Ramalho (Mwene '62 ), Obispo , Max (Van Ginkel '85 ), Sangaré, Veerman, Gutiérrez (Til '62), Saibari (Vinícius '76), De Jong (Simons '46 ), Gakpo ( 46') | McLaughlin, Tavernier , Goldson, Sands, Barišić , Lundstram , Kamara (Arfield '73), Lawrence (S. Wright '73), Tillman, Čolak (Sakala '90+2), Kent |  |
| Stadion: Philips Stadion, Eindhoven Toeschouwers: 34.893 Scheidsrechter: Szymon Marciniak Video-assistent: Tomasz Kwiatkowski           |     |               |            | Benítez, Teze, Ramalho (Mwene '62 ), Obispo , Max (Van Ginkel '85 ), Sangaré, Veerman, Gutiérrez (Til '62), Saibari (Vinícius '76), De Jong (Simons '46 ), Gakpo ( 46') | McLaughlin, Tavernier , Goldson, Sands, Barišić , Lundstram , Kamara (Arfield '73), Lawrence (S. Wright '73), Tillman, Čolak (Sakala '90+2), Kent |  |
| Stadion: Philips Stadion, Eindhoven Toeschouwers: 34.893 Scheidsrechter: Szymon Marciniak Video-assistent: Tomasz Kwiatkowski           |     |               |            | Benítez, Teze, Ramalho (Mwene '62 ), Obispo , Max (Van Ginkel '85 ), Sangaré, Veerman, Gutiérrez (Til '62), Saibari (Vinícius '76), De Jong (Simons '46 ), Gakpo ( 46') | McLaughlin, Tavernier , Goldson, Sands, Barišić , Lundstram , Kamara (Arfield '73), Lawrence (S. Wright '73), Tillman, Čolak (Sakala '90+2), Kent |  |
| Bijz.: Totaalscore: PSV – Rangers FC: 2 – 3, hierdoor stroomde PSV door naar de UEFA Europa League en plaatste zich voor de groepsfase. |     |               |            | | |  |

## Europa League

#### Groepsfase (groep A)
| # | Team          | Wedstrijden | Wedstrijden | Wedstrijden | Wedstrijden | Punten | Doelpunten | Doelpunten | Doelpunten |       | Uitslagen (Thuis ╲ Uit) | Uitslagen (Thuis ╲ Uit) | Uitslagen (Thuis ╲ Uit) | Uitslagen (Thuis ╲ Uit) |
| # | Team          | Gespeeld    | Winst       | Gelijk      | Verlies     | Punten | Voor       | Tegen      | Saldo      | ARS   | PSV                     | BOD                     | ZUR                     |                         |
| 1. | Arsenal       | 6           | 5           | 0           | 1           | 15     | 8          | 3          | +5         |       | 1 – 0                   | 3 – 0                   | 1 – 0                   |                         |
| 2. | PSV           | 6           | 4           | 1           | 1           | 13     | 15         | 4          | +11        | 2 – 0 |                         | 1 – 1                   | 5 – 0                   |                         |
| 3. | FK Bodø/Glimt | 6           | 1           | 1           | 4           | 4      | 5          | 10         | −5         | 0 – 1 | 1 – 2                   |                         | 2 – 1                   |                         |
| 4. | FC Zürich     | 6           | 1           | 0           | 5           | 3      | 5          | 16         | −11        | 1 – 2 | 1 – 5                   | 2 – 1                   |                         |                         |
| \| Legendakleuren in de tabellen \| \| Groepswinnaar gaat door naar de achtste finale. \| \| Nummer twee gaat door naar de tussenronde. \| \| Nummer drie gaat door naar de tussenronde van de Europa Conference League. \| \| Uitgeschakeld \| |               |             |             |             |             |        |            |            |            |       |                         |                         |                         |                         |
| Legendakleuren in de tabellen |               |             |             |             |             |        |            |            |            |       |                         |                         |                         |                         |
| Groepswinnaar gaat door naar de achtste finale. |               |             |             |             |             |        |            |            |            |       |                         |                         |                         |                         |
| Nummer twee gaat door naar de tussenronde. |               |             |             |             |             |        |            |            |            |       |                         |                         |                         |                         |
| Nummer drie gaat door naar de tussenronde van de Europa Conference League. |               |             |             |             |             |        |            |            |            |       |                         |                         |                         |                         |
| Uitgeschakeld |               |             |             |             |             |        |            |            |            |       |                         |                         |                         |                         |

| Wedstrijd 1/6: 8 september 2022, 18:45 uur                                                                           | PSV       | 1 – 1 (0 – 1) | FK Bodø/Glimt | Opstelling PSV | Opstelling FK Bodø/Glimt |  |
| Stadion: Philips Stadion, Eindhoven Toeschouwers: 28.627 Scheidsrechter: Georgi Kabakov Video-assistent: Marco Fritz | Gakpo 63' |               | 44' Grønbæk   | Benítez, Mwene, Teze, Obispo, Max, Veerman, Simons , Sangaré, Saibari (Sávio '62), Vertessen (El Ghazi '62), Gakpo | Khaykin , Sampsted, Lode (Amundsen '70 ), Høibråten, Wembangomo, Vetlesen, Berg , Saltnes , Mvuka, Espejord (Salvesen '58), Grønbæk |  |
| Stadion: Philips Stadion, Eindhoven Toeschouwers: 28.627 Scheidsrechter: Georgi Kabakov Video-assistent: Marco Fritz |           |               |               | Benítez, Mwene, Teze, Obispo, Max, Veerman, Simons , Sangaré, Saibari (Sávio '62), Vertessen (El Ghazi '62), Gakpo | Khaykin , Sampsted, Lode (Amundsen '70 ), Høibråten, Wembangomo, Vetlesen, Berg , Saltnes , Mvuka, Espejord (Salvesen '58), Grønbæk |  |
| Stadion: Philips Stadion, Eindhoven Toeschouwers: 28.627 Scheidsrechter: Georgi Kabakov Video-assistent: Marco Fritz |           |               |               | Benítez, Mwene, Teze, Obispo, Max, Veerman, Simons , Sangaré, Saibari (Sávio '62), Vertessen (El Ghazi '62), Gakpo | Khaykin , Sampsted, Lode (Amundsen '70 ), Høibråten, Wembangomo, Vetlesen, Berg , Saltnes , Mvuka, Espejord (Salvesen '58), Grønbæk |  |
| |           |               |               | | |  |

| Wedstrijd 2/6: 20 oktober 2022, 19:00 uur                                                                                         | Arsenal   | 1 – 0 (0 – 0) | PSV | Opstelling Arsenal | Opstelling PSV |  |
| Stadion: Emirates Stadium, Londen Toeschouwers: 52.200 Scheidsrechter: Alejandro Hernández Video-assistent: Juan Martínez Munuera | Xhaka 70' |               |     | Turner, Tomiyasu (White '76), Holding, Gabriel, Tierney , Saka (Nelson '85), Sambi (Partey '67), Xhaka , Vieira (Ødegaard '67 ( 67') ), Nketiah, Jesus (Martinelli '76) | Benítez, Mwene, Ramalho, Obispo, Max (Teze '65), Simons (Ledezma '90+2), Sangaré, Veerman (De Jong '77), Gutiérrez , Til (Madueke '65), Gakpo |  |
| Stadion: Emirates Stadium, Londen Toeschouwers: 52.200 Scheidsrechter: Alejandro Hernández Video-assistent: Juan Martínez Munuera |           |               |     | Turner, Tomiyasu (White '76), Holding, Gabriel, Tierney , Saka (Nelson '85), Sambi (Partey '67), Xhaka , Vieira (Ødegaard '67 ( 67') ), Nketiah, Jesus (Martinelli '76) | Benítez, Mwene, Ramalho, Obispo, Max (Teze '65), Simons (Ledezma '90+2), Sangaré, Veerman (De Jong '77), Gutiérrez , Til (Madueke '65), Gakpo |  |
| Stadion: Emirates Stadium, Londen Toeschouwers: 52.200 Scheidsrechter: Alejandro Hernández Video-assistent: Juan Martínez Munuera |           |               |     | Turner, Tomiyasu (White '76), Holding, Gabriel, Tierney , Saka (Nelson '85), Sambi (Partey '67), Xhaka , Vieira (Ødegaard '67 ( 67') ), Nketiah, Jesus (Martinelli '76) | Benítez, Mwene, Ramalho, Obispo, Max (Teze '65), Simons (Ledezma '90+2), Sangaré, Veerman (De Jong '77), Gutiérrez , Til (Madueke '65), Gakpo |  |
| |           |               |     | | |  |

| Wedstrijd 3/6: 6 oktober 2022, 18:45 uur                                                                     | FC Zürich | 1 – 5 (0 – 4) | PSV                                          | Opstelling FC Zürich | Opstelling PSV |  |
| Stadion: Letzigrund, Zürich Toeschouwers: 10.626 Scheidsrechter: William Collum Video-assistent: David Coote | Okita 87' |               | 10', 15' Vertessen 22', 55' Gakpo 35' Simons | Brecher , Kamberi, Kryeziu (Katić '71), Aliti (Mets '57), Boranijašević (Okita '57), Marchesano (Avdijaj '71), Selnæs, Džemaili (Hornschuh '57), Guerrero, Rohner, Aiyegun | Benítez, Mwene, Ramalho ( 61'), Obispo (Teze '46), Max (Hoever '67), Sangaré, Simons (Til '61), Veerman, Saibari, Vertessen (El Ghazi '61), Gakpo (Bakayoko '61) |  |
| Stadion: Letzigrund, Zürich Toeschouwers: 10.626 Scheidsrechter: William Collum Video-assistent: David Coote |           |               |                                              | Brecher , Kamberi, Kryeziu (Katić '71), Aliti (Mets '57), Boranijašević (Okita '57), Marchesano (Avdijaj '71), Selnæs, Džemaili (Hornschuh '57), Guerrero, Rohner, Aiyegun | Benítez, Mwene, Ramalho ( 61'), Obispo (Teze '46), Max (Hoever '67), Sangaré, Simons (Til '61), Veerman, Saibari, Vertessen (El Ghazi '61), Gakpo (Bakayoko '61) |  |
| Stadion: Letzigrund, Zürich Toeschouwers: 10.626 Scheidsrechter: William Collum Video-assistent: David Coote |           |               |                                              | Brecher , Kamberi, Kryeziu (Katić '71), Aliti (Mets '57), Boranijašević (Okita '57), Marchesano (Avdijaj '71), Selnæs, Džemaili (Hornschuh '57), Guerrero, Rohner, Aiyegun | Benítez, Mwene, Ramalho ( 61'), Obispo (Teze '46), Max (Hoever '67), Sangaré, Simons (Til '61), Veerman, Saibari, Vertessen (El Ghazi '61), Gakpo (Bakayoko '61) |  |
| |           |               |                                              | | |  |

| Wedstrijd 4/6: 13 oktober 2022, 21:00 uur                                                                                   | PSV                                                    | 5 – 0 (3 – 0) | FC Zürich | Opstelling PSV | Opstelling FC Zürich |  |
| Stadion: Philips Stadion, Eindhoven Toeschouwers: 31.000 Scheidsrechter: Ali Palabıyık Video-assistent: Massimiliano Irrati | Gutiérrez 9' Veerman 15', 55' Sangaré 34' El Ghazi 84' |               |           | Benítez, Mwene, Ramalho ( 46'), Obispo (Teze '74), Max, Sangaré (Sávio '63), Gutiérrez, Veerman (Bakayoko '56), Simons (Ledezma '46 ), Til, Gakpo (El Ghazi '46) | Brecher , Kamberi , Boranijašević, Katić, Mets , Condé (Selnæs '59), Hornschuh (Rohner '82), Guerrero, Vyunnyk (Okita '59), Aiyegun (Avdijaj '70), Marchesano (Krasniqi '70) |  |
| Stadion: Philips Stadion, Eindhoven Toeschouwers: 31.000 Scheidsrechter: Ali Palabıyık Video-assistent: Massimiliano Irrati |                                                        |               |           | Benítez, Mwene, Ramalho ( 46'), Obispo (Teze '74), Max, Sangaré (Sávio '63), Gutiérrez, Veerman (Bakayoko '56), Simons (Ledezma '46 ), Til, Gakpo (El Ghazi '46) | Brecher , Kamberi , Boranijašević, Katić, Mets , Condé (Selnæs '59), Hornschuh (Rohner '82), Guerrero, Vyunnyk (Okita '59), Aiyegun (Avdijaj '70), Marchesano (Krasniqi '70) |  |
| Stadion: Philips Stadion, Eindhoven Toeschouwers: 31.000 Scheidsrechter: Ali Palabıyık Video-assistent: Massimiliano Irrati |                                                        |               |           | Benítez, Mwene, Ramalho ( 46'), Obispo (Teze '74), Max, Sangaré (Sávio '63), Gutiérrez, Veerman (Bakayoko '56), Simons (Ledezma '46 ), Til, Gakpo (El Ghazi '46) | Brecher , Kamberi , Boranijašević, Katić, Mets , Condé (Selnæs '59), Hornschuh (Rohner '82), Guerrero, Vyunnyk (Okita '59), Aiyegun (Avdijaj '70), Marchesano (Krasniqi '70) |  |
| |                                                        |               |           | | |  |

| Wedstrijd 5/6: 27 oktober 2022, 18:45 uur                                                                                    | PSV                     | 2 – 0 (0 – 0) | Arsenal | Opstelling PSV | Opstelling Arsenal |  |
| Stadion: Philips Stadion, Eindhoven Toeschouwers: 35.000 Scheidsrechter: Marco Di Bello Video-assistent: Massimiliano Irrati | Veerman 57' De Jong 63' |               |         | Benítez, Mwene , Ramalho, Branthwaite (Teze '81), Max, Veerman (Til '81), Sangaré, Gutiérrez, El Ghazi (De Jong '46 ( 46')), Simons (Madueke '80), Gakpo (Mauro Júnior '84) | Ramsdale, Tomiyasu (White '74), Holding (Jesus '64 ), Saliba, Tierney (Gabriel '74), Vieira, Sambi (Partey '56), Ødegaard (Saka '57), Xhaka ( 57') , Martinelli , Nketiah |  |
| Stadion: Philips Stadion, Eindhoven Toeschouwers: 35.000 Scheidsrechter: Marco Di Bello Video-assistent: Massimiliano Irrati |                         |               |         | Benítez, Mwene , Ramalho, Branthwaite (Teze '81), Max, Veerman (Til '81), Sangaré, Gutiérrez, El Ghazi (De Jong '46 ( 46')), Simons (Madueke '80), Gakpo (Mauro Júnior '84) | Ramsdale, Tomiyasu (White '74), Holding (Jesus '64 ), Saliba, Tierney (Gabriel '74), Vieira, Sambi (Partey '56), Ødegaard (Saka '57), Xhaka ( 57') , Martinelli , Nketiah |  |
| Stadion: Philips Stadion, Eindhoven Toeschouwers: 35.000 Scheidsrechter: Marco Di Bello Video-assistent: Massimiliano Irrati |                         |               |         | Benítez, Mwene , Ramalho, Branthwaite (Teze '81), Max, Veerman (Til '81), Sangaré, Gutiérrez, El Ghazi (De Jong '46 ( 46')), Simons (Madueke '80), Gakpo (Mauro Júnior '84) | Ramsdale, Tomiyasu (White '74), Holding (Jesus '64 ), Saliba, Tierney (Gabriel '74), Vieira, Sambi (Partey '56), Ødegaard (Saka '57), Xhaka ( 57') , Martinelli , Nketiah |  |
| |                         |               |         | | |  |

| Wedstrijd 6/6: 3 november 2022, 21:00 uur                                                                                    | FK Bodø/Glimt | 1 – 2 (0 – 1) | PSV                              | Opstelling FK Bodø/Glimt | Opstelling PSV |  |
| Stadion: Aspmyrastadion, Bodø Toeschouwers: 7.985 Scheidsrechter: Donatas Rumšas Video-assistent: Guillermo Cuadra Fernández | Žugelj 90+3'  |               | 36' (e.d.) Sampsted 52' Bakayoko | Khaykin, Sampsted, Lode, Høibråten, Sery Larsen (Konradsen '75), Vetlesen (Saltnes '75), Berg , Grønbæk, Solbakken (Žugelj '75), Espejord (Salvesen '83), Mvuka (Pellegrino '75) | Drommel, Hoever (Van de Blaak '90+1), Teze, Obispo (Ramalho ( 46') ), Oppegård, Ledezma, Til, Veerman (Gutiérrez '46), Madueke (Vertessen '70), De Jong (El Ghazi '46), Bakayoko |  |
| Stadion: Aspmyrastadion, Bodø Toeschouwers: 7.985 Scheidsrechter: Donatas Rumšas Video-assistent: Guillermo Cuadra Fernández |               |               |                                  | Khaykin, Sampsted, Lode, Høibråten, Sery Larsen (Konradsen '75), Vetlesen (Saltnes '75), Berg , Grønbæk, Solbakken (Žugelj '75), Espejord (Salvesen '83), Mvuka (Pellegrino '75) | Drommel, Hoever (Van de Blaak '90+1), Teze, Obispo (Ramalho ( 46') ), Oppegård, Ledezma, Til, Veerman (Gutiérrez '46), Madueke (Vertessen '70), De Jong (El Ghazi '46), Bakayoko |  |
| Stadion: Aspmyrastadion, Bodø Toeschouwers: 7.985 Scheidsrechter: Donatas Rumšas Video-assistent: Guillermo Cuadra Fernández |               |               |                                  | Khaykin, Sampsted, Lode, Høibråten, Sery Larsen (Konradsen '75), Vetlesen (Saltnes '75), Berg , Grønbæk, Solbakken (Žugelj '75), Espejord (Salvesen '83), Mvuka (Pellegrino '75) | Drommel, Hoever (Van de Blaak '90+1), Teze, Obispo (Ramalho ( 46') ), Oppegård, Ledezma, Til, Veerman (Gutiérrez '46), Madueke (Vertessen '70), De Jong (El Ghazi '46), Bakayoko |  |
| |               |               |                                  | | |  |

#### Tussenronde
| Wedstrijd 1/2: 16 februari 2023, 21:00 uur                                                                                            | Sevilla FC                             | 3 – 0 (1 – 0) | PSV | Opstelling Sevilla FC | Opstelling PSV |  |
| Stadion: Estadio Ramón Sánchez Pizjuán, Sevilla Toeschouwers: 29.593 Scheidsrechter: Radu Petrescu Video-assistent: Christian Dingert | En-Nesyri 45+2' Ocampos 50' Gudelj 55' |               |     | Bounou, Nianzou, Badé (Fernando '17), Gudelj , Navas , Jordán, Rakitić, Acuña (Montiel '70), Torres (Lamela '70 ), En-Nesyri (Suso '62), Gil (Ocampos '46) | Benítez, Teze, Ramalho ( 62') (Obispo '90), Branthwaite, Van Aanholt (Mauro Júnior '75), Sangaré, Til (Hazard '62), Veerman, Saibari (Mwene '90), De Jong (Silva '62), Simons |  |
| Stadion: Estadio Ramón Sánchez Pizjuán, Sevilla Toeschouwers: 29.593 Scheidsrechter: Radu Petrescu Video-assistent: Christian Dingert |                                        |               |     | Bounou, Nianzou, Badé (Fernando '17), Gudelj , Navas , Jordán, Rakitić, Acuña (Montiel '70), Torres (Lamela '70 ), En-Nesyri (Suso '62), Gil (Ocampos '46) | Benítez, Teze, Ramalho ( 62') (Obispo '90), Branthwaite, Van Aanholt (Mauro Júnior '75), Sangaré, Til (Hazard '62), Veerman, Saibari (Mwene '90), De Jong (Silva '62), Simons |  |
| Stadion: Estadio Ramón Sánchez Pizjuán, Sevilla Toeschouwers: 29.593 Scheidsrechter: Radu Petrescu Video-assistent: Christian Dingert |                                        |               |     | Bounou, Nianzou, Badé (Fernando '17), Gudelj , Navas , Jordán, Rakitić, Acuña (Montiel '70), Torres (Lamela '70 ), En-Nesyri (Suso '62), Gil (Ocampos '46) | Benítez, Teze, Ramalho ( 62') (Obispo '90), Branthwaite, Van Aanholt (Mauro Júnior '75), Sangaré, Til (Hazard '62), Veerman, Saibari (Mwene '90), De Jong (Silva '62), Simons |  |
| |                                        |               |     | | |  |

| Wedstrijd 2/2: 23 februari 2023, 18:45 uur                                                                              | PSV                     | 2 – 0 (0 – 0) | Sevilla FC | Opstelling PSV | Opstelling Sevilla FC |  |
| Stadion: Philips Stadion, Eindhoven Toeschouwers: 34.000 Scheidsrechter: Daniele Orsato Video-assistent: Marco Di Bello | De Jong 77' Silva 90+5' |               |            | Benítez, Mwene , Ramalho, Branthwaite, Van Aanholt (Mauro Júnior '62 '90+7), Til, Veerman, Gutiérrez (Silva '62), Bakayoko, De Jong , Simons | Dmitrović , Navas (Montiel '79), Nianzou , Fernando, Telles, Acuña , Torres (Suso '68), Jordán, Rakitić ( 79'), Gil (Mir '86 ), En-Nesyri (Ocampos '69) |  |
| Stadion: Philips Stadion, Eindhoven Toeschouwers: 34.000 Scheidsrechter: Daniele Orsato Video-assistent: Marco Di Bello |                         |               |            | Benítez, Mwene , Ramalho, Branthwaite, Van Aanholt (Mauro Júnior '62 '90+7), Til, Veerman, Gutiérrez (Silva '62), Bakayoko, De Jong , Simons | Dmitrović , Navas (Montiel '79), Nianzou , Fernando, Telles, Acuña , Torres (Suso '68), Jordán, Rakitić ( 79'), Gil (Mir '86 ), En-Nesyri (Ocampos '69) |  |
| Stadion: Philips Stadion, Eindhoven Toeschouwers: 34.000 Scheidsrechter: Daniele Orsato Video-assistent: Marco Di Bello |                         |               |            | Benítez, Mwene , Ramalho, Branthwaite, Van Aanholt (Mauro Júnior '62 '90+7), Til, Veerman, Gutiérrez (Silva '62), Bakayoko, De Jong , Simons | Dmitrović , Navas (Montiel '79), Nianzou , Fernando, Telles, Acuña , Torres (Suso '68), Jordán, Rakitić ( 79'), Gil (Mir '86 ), En-Nesyri (Ocampos '69) |  |
| Bijz.: Totaalscore: PSV – Sevilla FC: 2 – 3, hierdoor was PSV uitgeschakeld in de Europa League dit seizoen.            |                         |               |            | | |  |

## TOTO KNVB Beker

#### Eerste ronde
- PSV heeft voor de eerste ronde een vrijstelling gekregen, omdat ze zich hebben geplaatst voor de Europese clubhoofdtoernooi.

#### Tweede ronde
| 10 januari 2023, 21:00 uur                                                           | Sparta Rotterdam | 1 – 2 (0 – 2) | PSV                      | Opstelling Sparta Rotterdam | Opstelling PSV |  |
| Stadion: Het Kasteel, Rotterdam Toeschouwers: 9.712 Scheidsrechter: Serdar Gözübüyük | Verschueren 61'  |               | 34' Simons 45+1' Madueke | Olij, Sambo , Vriends ( 58') (Tahiri '88), Auassar (Eerdhuijzen '58), Pinto ( 88'), Kitolano, Verschueren, Van Mullem (Saito '46), Mijnans, Lauritsen, V. van Crooij | Drommel, Teze (Mwene '83), Ramalho ( 68'), Branthwaite, Max, Sangaré, Simons (Saibari '78), Gutiérrez, Madueke, De Jong (Vertessen '68), El Ghazi (Til '68) |  |
| Stadion: Het Kasteel, Rotterdam Toeschouwers: 9.712 Scheidsrechter: Serdar Gözübüyük |                  |               |                          | Olij, Sambo , Vriends ( 58') (Tahiri '88), Auassar (Eerdhuijzen '58), Pinto ( 88'), Kitolano, Verschueren, Van Mullem (Saito '46), Mijnans, Lauritsen, V. van Crooij | Drommel, Teze (Mwene '83), Ramalho ( 68'), Branthwaite, Max, Sangaré, Simons (Saibari '78), Gutiérrez, Madueke, De Jong (Vertessen '68), El Ghazi (Til '68) |  |
| Stadion: Het Kasteel, Rotterdam Toeschouwers: 9.712 Scheidsrechter: Serdar Gözübüyük |                  |               |                          | Olij, Sambo , Vriends ( 58') (Tahiri '88), Auassar (Eerdhuijzen '58), Pinto ( 88'), Kitolano, Verschueren, Van Mullem (Saito '46), Mijnans, Lauritsen, V. van Crooij | Drommel, Teze (Mwene '83), Ramalho ( 68'), Branthwaite, Max, Sangaré, Simons (Saibari '78), Gutiérrez, Madueke, De Jong (Vertessen '68), El Ghazi (Til '68) |  |
|                                                                                      |                  |               |                          | | |  |

#### Achtste finale
| 8 februari 2023, 18:45 uur                                                              | PSV                             | 3 – 1 (2 – 0) | FC Emmen    | Opstelling PSV | Opstelling FC Emmen |  |
| Stadion: Philips Stadion, Eindhoven Toeschouwers: 29.802 Scheidsrechter: Ingmar Oostrom | Branthwaite 7', 14' De Jong 76' |               | 48' Diemers | Drommel, Teze, Branthwaite (Boscagli '85), Ramalho ( 80'), Van Aanholt (Mauro Júnior '80), Sangaré, Til (Hazard '61), Veerman, Bakayoko (Saibari '61), De Jong (Silva '80), Simons | Van der Hart, Te Wierik, Araujo , Veendorp, Dirksen, Bouchouari, Bernadou (Antonisse '46), Vlak, Vos, Assehnoun , Diemers (Scholte '77) |  |
| Stadion: Philips Stadion, Eindhoven Toeschouwers: 29.802 Scheidsrechter: Ingmar Oostrom |                                 |               |             | Drommel, Teze, Branthwaite (Boscagli '85), Ramalho ( 80'), Van Aanholt (Mauro Júnior '80), Sangaré, Til (Hazard '61), Veerman, Bakayoko (Saibari '61), De Jong (Silva '80), Simons | Van der Hart, Te Wierik, Araujo , Veendorp, Dirksen, Bouchouari, Bernadou (Antonisse '46), Vlak, Vos, Assehnoun , Diemers (Scholte '77) |  |
| Stadion: Philips Stadion, Eindhoven Toeschouwers: 29.802 Scheidsrechter: Ingmar Oostrom |                                 |               |             | Drommel, Teze, Branthwaite (Boscagli '85), Ramalho ( 80'), Van Aanholt (Mauro Júnior '80), Sangaré, Til (Hazard '61), Veerman, Bakayoko (Saibari '61), De Jong (Silva '80), Simons | Van der Hart, Te Wierik, Araujo , Veendorp, Dirksen, Bouchouari, Bernadou (Antonisse '46), Vlak, Vos, Assehnoun , Diemers (Scholte '77) |  |
|                                                                                         |                                 |               |             | | |  |

#### Kwartfinale
| 2 maart 2023, 18:45 uur                                                                                              | PSV                              | 3 – 1 (2 – 0) | ADO Den Haag | Opstelling PSV | Opstelling ADO Den Haag                                                                                               |  |
| Stadion: Philips Stadion, Eindhoven Toeschouwers: 27.003 Scheidsrechter: Bas Nijhuis Video-assistent: Danny Makkelie | Bakayoko 13' Til 21' Sangaré 55' |               | 56' Sellouki | Drommel, Mwene, Branthwaite, Ramalho, Van Aanholt, Sangaré, Til (Mauro Júnior '83), Veerman (Gutiérrez '67), Bakayoko (El Ghazi '67), De Jong , Silva | Stevens, Rodríguez, Asante , Werker, Absalem, Sellouki, Moreo Klas, Breinburg , Ćatić, De Waal (Severina '46), Zwarts |  |
| Stadion: Philips Stadion, Eindhoven Toeschouwers: 27.003 Scheidsrechter: Bas Nijhuis Video-assistent: Danny Makkelie |                                  |               |              | Drommel, Mwene, Branthwaite, Ramalho, Van Aanholt, Sangaré, Til (Mauro Júnior '83), Veerman (Gutiérrez '67), Bakayoko (El Ghazi '67), De Jong , Silva | Stevens, Rodríguez, Asante , Werker, Absalem, Sellouki, Moreo Klas, Breinburg , Ćatić, De Waal (Severina '46), Zwarts |  |
| Stadion: Philips Stadion, Eindhoven Toeschouwers: 27.003 Scheidsrechter: Bas Nijhuis Video-assistent: Danny Makkelie |                                  |               |              | Drommel, Mwene, Branthwaite, Ramalho, Van Aanholt, Sangaré, Til (Mauro Júnior '83), Veerman (Gutiérrez '67), Bakayoko (El Ghazi '67), De Jong , Silva | Stevens, Rodríguez, Asante , Werker, Absalem, Sellouki, Moreo Klas, Breinburg , Ćatić, De Waal (Severina '46), Zwarts |  |
| |                                  |               |              | | |  |

#### Halve finale
| 4 april 2023, 20:00 uur | SV Spakenburg | 1 – 2 (0 – 1) | PSV                           | Opstelling SV Spakenburg | Opstelling PSV |  |
| Stadion: Sportpark De Westmaat, Spakenburg Toeschouwers: 6.300 Scheidsrechter: Jeroen Manschot Video-assistent: Jochem Kamphuis | Green 59'     |               | 43' Gutiérrez 46' Van Aanholt | Damen, Verhagen, Artien, Werkman, Green, Van Lopik (Van Diermen '76), Vink, Wesdorp (De Ruiter '83), Dekker, Van der Linden , Admiraal | Drommel, Teze, Ramalho, Gutiérrez , Van Aanholt, Sangaré, Til (Hazard '78), Veerman, Bakayoko (Saibari '90+2), De Jong , Simons |  |
| Stadion: Sportpark De Westmaat, Spakenburg Toeschouwers: 6.300 Scheidsrechter: Jeroen Manschot Video-assistent: Jochem Kamphuis |               |               |                               | Damen, Verhagen, Artien, Werkman, Green, Van Lopik (Van Diermen '76), Vink, Wesdorp (De Ruiter '83), Dekker, Van der Linden , Admiraal | Drommel, Teze, Ramalho, Gutiérrez , Van Aanholt, Sangaré, Til (Hazard '78), Veerman, Bakayoko (Saibari '90+2), De Jong , Simons |  |
| Stadion: Sportpark De Westmaat, Spakenburg Toeschouwers: 6.300 Scheidsrechter: Jeroen Manschot Video-assistent: Jochem Kamphuis |               |               |                               | Damen, Verhagen, Artien, Werkman, Green, Van Lopik (Van Diermen '76), Vink, Wesdorp (De Ruiter '83), Dekker, Van der Linden , Admiraal | Drommel, Teze, Ramalho, Gutiérrez , Van Aanholt, Sangaré, Til (Hazard '78), Veerman, Bakayoko (Saibari '90+2), De Jong , Simons |  |
| |               |               |                               | | |  |

#### Finale
| 30 april 2023, 18:00 uur                                                                                                 | Ajax                               | 1 – 1 (n.v.) 1 – 1 (1 – 0) 2 – 3 pen. | PSV                                   | Opstelling Ajax | Opstelling PSV |  |
| Stadion: Stadion Feijenoord, Rotterdam Toeschouwers: 40.650 Scheidsrechter: Dennis Higler Video-assistent: Rob Dieperink | Branthwaite 43' (e.d.)             |                                       | 67' Hazard                            | Rulli, Sánchez (Rensch '46 ), Timber, Álvarez , Hato (Wijndal '75 ), Klaassen (Vos '115), Tadić , Grillitsch (Bassey '68), Berghuis (Conceição '75), Brobbey, Bergwijn (Godts '115) | Drommel, Teze (Mwene '76), Ramalho ( 106'), Branthwaite, Van Aanholt, Sangaré, Til (El Ghazi '59 ), Veerman, Bakayoko (Hazard '59), De Jong (Silva '106), Simons (Gutiérrez '98) |  |
| Stadion: Stadion Feijenoord, Rotterdam Toeschouwers: 40.650 Scheidsrechter: Dennis Higler Video-assistent: Rob Dieperink | Pen.-serie                         |                                       |                                       | Rulli, Sánchez (Rensch '46 ), Timber, Álvarez , Hato (Wijndal '75 ), Klaassen (Vos '115), Tadić , Grillitsch (Bassey '68), Berghuis (Conceição '75), Brobbey, Bergwijn (Godts '115) | Drommel, Teze (Mwene '76), Ramalho ( 106'), Branthwaite, Van Aanholt, Sangaré, Til (El Ghazi '59 ), Veerman, Bakayoko (Hazard '59), De Jong (Silva '106), Simons (Gutiérrez '98) |  |
| Stadion: Stadion Feijenoord, Rotterdam Toeschouwers: 40.650 Scheidsrechter: Dennis Higler Video-assistent: Rob Dieperink | Tadić Brobbey Timber Godts Álvarez |                                       | Hazard Ramalho Sangaré El Ghazi Silva | Rulli, Sánchez (Rensch '46 ), Timber, Álvarez , Hato (Wijndal '75 ), Klaassen (Vos '115), Tadić , Grillitsch (Bassey '68), Berghuis (Conceição '75), Brobbey, Bergwijn (Godts '115) | Drommel, Teze (Mwene '76), Ramalho ( 106'), Branthwaite, Van Aanholt, Sangaré, Til (El Ghazi '59 ), Veerman, Bakayoko (Hazard '59), De Jong (Silva '106), Simons (Gutiérrez '98) |  |
| |                                    |                                       |                                       | | |  |

## Topscorers
| Nr.                           | Naam                          | Goal |
| ----------------------------- | ----------------------------- | ---- |
| 1.                            | Xavi Simons                   | 19   |
| 2.                            | Luuk de Jong                  | 14   |
| 3.                            | Cody Gakpo                    | 9    |
| 3.                            | Guus Til                      | 9    |
| 5.                            | Anwar El Ghazi                | 8    |
| 6.                            | Johan Bakayoko                | 5    |
| 6.                            | Ibrahim Sangaré               | 5    |
| 8.                            | Fábio Silva                   | 4    |
| 8.                            | Joey Veerman                  | 4    |
| 10.                           | Jarrad Branthwaite            | 2    |
| 10.                           | Érick Gutiérrez               | 2    |
| 10.                           | Armando Obispo                | 2    |
| 13.                           | Patrick van Aanholt           | 1    |
| 13.                           | Olivier Boscagli              | 1    |
| 13.                           | Thorgan Hazard                | 1    |
| 13.                           | Noni Madueke                  | 1    |
| Eigen doelpunten tegenstander | Eigen doelpunten tegenstander | 2    |
| Totaal                        | Totaal                        | 89   |

| Nr.                           | Naam                | Goal |
| ----------------------------- | ------------------- | ---- |
| 1.                            | Jarrad Branthwaite  | 2    |
| 2.                            | Patrick van Aanholt | 1    |
| 2.                            | Johan Bakayoko      | 1    |
| 2.                            | Érick Gutiérrez     | 1    |
| 2.                            | Thorgan Hazard      | 1    |
| 2.                            | Luuk de Jong        | 1    |
| 2.                            | Noni Madueke        | 1    |
| 2.                            | Ibrahim Sangaré     | 1    |
| 2.                            | Xavi Simons         | 1    |
| 2.                            | Guus Til            | 1    |
| Eigen doelpunten tegenstander |                     |      |
| Totaal                        | Totaal              | 11   |

| Nr.                           | Naam                          | Goal |
| ----------------------------- | ----------------------------- | ---- |
| 1.                            | Cody Gakpo                    | 3    |
| 1.                            | Joey Veerman                  | 3    |
| 3.                            | Luuk de Jong                  | 2    |
| 3.                            | Yorbe Vertessen               | 2    |
| 5.                            | Johan Bakayoko                | 1    |
| 5.                            | Anwar El Ghazi                | 1    |
| 5.                            | Érick Gutiérrez               | 1    |
| 5.                            | Ibrahim Sangaré               | 1    |
| 5.                            | Fábio Silva                   | 1    |
| 5.                            | Xavi Simons                   | 1    |
| Eigen doelpunten tegenstander | Eigen doelpunten tegenstander | 1    |
| Totaal                        | Totaal                        | 17   |

## Assists
| Nr.    | Naam                | Assist |
| ------ | ------------------- | ------ |
| 1.     | Cody Gakpo          | 12     |
| 2.     | Joey Veerman        | 10     |
| 3.     | Xavi Simons         | 8      |
| 4.     | Johan Bakayoko      | 5      |
| 5.     | Luuk de Jong        | 4      |
| 6.     | Jordan Teze         | 3      |
| 6.     | Guus Til            | 3      |
| 8.     | Patrick van Aanholt | 2      |
| 8.     | Érick Gutiérrez     | 2      |
| 8.     | Ki-Jana Hoever      | 2      |
| 8.     | Philipp Max         | 2      |
| 8.     | Ismael Saibari      | 2      |
| 8.     | Sávio               | 2      |
| 14.    | Olivier Boscagli    | 1      |
| 14.    | Jarrad Branthwaite  | 1      |
| 14.    | Phillipp Mwene      | 1      |
| 14.    | Armando Obispo      | 1      |
| 14.    | Ibrahim Sangaré     | 1      |
| 14.    | Fábio Silva         | 1      |
| Totaal | Totaal              | 63     |

| Nr.    | Naam                | Assist |
| ------ | ------------------- | ------ |
| 1.     | Xavi Simons         | 2      |
| 1.     | Joey Veerman        | 2      |
| 3.     | Patrick van Aanholt | 1      |
| 3.     | Jarrad Branthwaite  | 1      |
| 3.     | Érick Gutiérrez     | 1      |
| 3.     | Thorgan Hazard      | 1      |
| 3.     | Luuk de Jong        | 1      |
| 3.     | André Ramalho       | 1      |
| 3.     | Ibrahim Sangaré     | 1      |
| Totaal | Totaal              | 11     |

| Nr.    | Naam            | Assist |
| ------ | --------------- | ------ |
| 1.     | Cody Gakpo      | 2      |
| 1.     | Anwar El Ghazi  | 2      |
| 1.     | Armando Obispo  | 2      |
| 1.     | Guus Til        | 2      |
| 5.     | Luuk de Jong    | 1      |
| 5.     | Ibrahim Sangaré | 1      |
| 5.     | Fábio Silva     | 1      |
| 5.     | Xavi Simons     | 1      |
| 5.     | Joey Veerman    | 1      |
| Totaal | Totaal          | 13     |

## Spelersstatistieken
Legenda
| - W = Wedstrijden - = Doelpunten | - = Gele kaarten (exclusief 2x geel) - = 2x gele kaart in 1 wedstrijd - = Rode kaarten (exclusief 2x geel) | - 0 (0) = Basisspeler (invalspeler) - Kaarten zijn bij elkaar opgeteld van alle officiële wedstrijden. |

| Nr. | Naam                  | Eredivisie | Eredivisie | KNVB Beker | KNVB Beker | Europa | Europa | Overige | Overige | Totaal  | Totaal | Kaarten | Kaarten | Kaarten |
| Nr. | Naam                  | W          | Goal       | W          | Goal       | W      | Goal   | W       | Goal    | W       | Goal   |         |         |         |
| --- | --------------------- | ---------- | ---------- | ---------- | ---------- | ------ | ------ | ------- | ------- | ------- | ------ | ------- | ------- | ------- |
| 1   | Walter Benítez        | 30         | 0          | 0          | 0          | 11     | 0      | 1       | 0       | 42      | 0      | 3       | 0       | 0       |
| 2   | Ki-Jana Hoever        | 2 (3)      | 0          | 0          | 0          | 1 (1)  | 0      | 1       | 0       | 4 (4)   | 0      | 0       | 0       | 0       |
| 3   | Jordan Teze           | 23 (4)     | 0          | 4          | 0          | 7 (4)  | 0      | 1       | 0       | 35 (8)  | 0      | 4       | 0       | 0       |
| 4   | Armando Obispo        | 21 (1)     | 2          | 0          | 0          | 10     | 1      | 1       | 0       | 32 (1)  | 3      | 4       | 0       | 1       |
| 5   | André Ramalho         | 20 (9)     | 0          | 5          | 0          | 8 (3)  | 0      | 0 (1)   | 0       | 33 (13) | 0      | 6       | 0       | 0       |
| 6   | Ibrahim Sangaré       | 26 (3)     | 5          | 5          | 1          | 10     | 2      | 1       | 0       | 42 (3)  | 8      | 8       | 0       | 0       |
| 7   | Xavi Simons           | 34         | 19         | 4          | 1          | 7 (2)  | 1      | 0 (1)   | 1       | 45 (3)  | 22     | 7       | 0       | 0       |
| 8   | Marco van Ginkel      | 0 (1)      | 0          | 0          | 0          | 0 (3)  | 0      | 0       | 0       | 0 (4)   | 0      | 1       | 0       | 0       |
| 9   | Luuk de Jong          | 23 (1)     | 14         | 5          | 1          | 7 (2)  | 3      | 1       | 0       | 36 (3)  | 18     | 5       | 0       | 0       |
| 10  | Fábio Silva           | 5 (9)      | 4          | 1 (2)      | 0          | 0 (2)  | 1      | 0       | 0       | 6 (13)  | 5      | 2       | 0       | 0       |
| 11  | Thorgan Hazard        | 1 (8)      | 1          | 0 (3)      | 1          | 0 (1)  | 0      | 0       | 0       | 1 (11)  | 2      | 1       | 0       | 0       |
| 10  | Noni Madueke          | 2 (3)      | 1          | 1          | 1          | 1 (2)  | 0      | 0       | 0       | 4 (5)   | 2      | 2       | 0       | 0       |
| 11  | Cody Gakpo            | 14         | 9          | 0          | 0          | 9      | 3      | 1       | 1       | 24      | 13     | 1       | 0       | 0       |
| 15  | Érick Gutiérrez       | 13 (17)    | 2          | 2 (2)      | 1          | 6 (3)  | 2      | 0 (1)   | 0       | 21 (23) | 5      | 7       | 0       | 0       |
| 16  | Joël Drommel          | 4          | 0          | 5          | 0          | 1      | 0      | 0       | 0       | 10      | 0      | 0       | 0       | 0       |
| 17  | Mauro Júnior          | 3 (3)      | 0          | 0 (2)      | 0          | 0 (3)  | 0      | 0       | 0       | 3 (8)   | 0      | 0       | 0       | 2       |
| 18  | Olivier Boscagli      | 2 (5)      | 1          | 0 (1)      | 0          | 0      | 0      | 0       | 0       | 2 (6)   | 1      | 0       | 0       | 0       |
| 20  | Guus Til              | 19 (11)    | 9          | 4 (1)      | 1          | 7 (3)  | 0      | 1       | 3       | 31 (15) | 13     | 5       | 0       | 0       |
| 21  | Anwar El Ghazi        | 12 (11)    | 8          | 2 (1)      | 0          | 1 (4)  | 1      | 0       | 0       | 15 (16) | 9      | 3       | 1       | 0       |
| 22  | Jarrad Branthwaite    | 21 (6)     | 2          | 4          | 2          | 3 (2)  | 0      | 0       | 0       | 28 (8)  | 4      | 2       | 0       | 0       |
| 23  | Joey Veerman          | 30 (3)     | 4          | 4          | 0          | 12     | 5      | 1       | 0       | 47 (3)  | 9      | 2       | 0       | 0       |
| 24  | Boy Waterman          | 0          | 0          | 0          | 0          | 0      | 0      | 0       | 0       | 0       | 0      | 1       | 0       | 0       |
| 25  | Carlos Vinícius       | 0 (1)      | 0          | 0          | 0          | 0 (1)  | 0      | 0       | 0       | 0 (2)   | 0      | 0       | 0       | 0       |
| 27  | Johan Bakayoko        | 17 (6)     | 5          | 4          | 1          | 2 (3)  | 1      | 1       | 0       | 24 (9)  | 7      | 4       | 0       | 0       |
| 28  | Ismael Saibari        | 5 (12)     | 0          | 0 (3)      | 0          | 7      | 0      | 0 (1)   | 0       | 12 (16) | 0      | 1       | 0       | 0       |
| 29  | Phillipp Mwene        | 19 (6)     | 0          | 1 (2)      | 0          | 8 (2)  | 0      | 0       | 0       | 28 (10) | 0      | 4       | 0       | 0       |
| 30  | Patrick van Aanholt   | 13 (2)     | 1          | 3 (1)      | 1          | 2      | 0      | 0       | 0       | 18 (3)  | 2      | 1       | 0       | 0       |
| 31  | Philipp Max           | 12 (2)     | 0          | 1          | 0          | 9      | 0      | 1       | 0       | 23 (2)  | 0      | 3       | 0       | 0       |
| 32  | Yorbe Vertessen       | 1 (7)      | 0          | 0 (1)      | 0          | 2 (1)  | 2      | 0       | 0       | 3 (9)   | 2      | 0       | 0       | 0       |
| 33  | Sávio                 | 0 (6)      | 0          | 0          | 0          | 0 (2)  | 0      | 0       | 0       | 0 (8)   | 0      | 0       | 0       | 0       |
| 35  | Fredrik Oppegård      | 1 (2)      | 0          | 0          | 0          | 1 (2)  | 0      | 0       | 0       | 2 (4)   | 0      | 0       | 0       | 0       |
| 36  | Emmanuel van de Blaak | 0          | 0          | 0          | 0          | 0 (1)  | 0      | 0       | 0       | 0 (1)   | 0      | 0       | 0       | 0       |
| 37  | Richard Ledezma       | 1 (6)      | 0          | 0          | 0          | 1 (2)  | 0      | 0 (1)   | 0       | 2 (9)   | 0      | 1       | 0       | 0       |
| 41  | Kjell Peersman        | 0          | 0          | 0          | 0          | 0      | 0      | 0       | 0       | 0       | 0      | 0       | 0       | 0       |
| 42  | Fodé Fofana           | 0 (1)      | 0          | 0          | 0          | 0      | 0      | 0       | 0       | 0 (1)   | 0      | 0       | 0       | 0       |